# 1983
1983 (MCMLXXXIII) byl rok, který dle gregoriánského kalendáře započal sobotou.

## Události

### Československo
- 4. ledna – se v Praze konalo jednání Poradního výboru Varšavského paktu, kde se setkali všichni čelní představitelé členských států (Andropov, Husák, Jaruzelski, Kádár, Honecker, Ceausescu).[1]
- březen – V časopise Tribuna vyšel článek Nová vlna se starým obsahem, na jehož základě docházelo k likvidaci alternativní rockové hudby.[2]
- 4. března – Těžce nemocný Václav Havel byl na žádost Charty 77 propuštěn z vězení.[1]
- 12. března – Teroristé z angolského protivládního hnutí UNITA pod vedením Jonase Savimbiho přepadli komplex celulózky ve městě Alto Catumbela na jihu Angoly a zajali skupinu 66 československých občanů, kteří zde byli zaměstnáni v rámci mezinárodní pomoci rozvojovým zemím. Motivem celé akce byl nátlak na československé úřady ohledně přerušení podpory zdejší vlády. Zajatci včetně žen a dětí československých odborníků museli absolvovat 1 300 kilometrů dlouhý vyčerpávající pochod do tábora v Jumbě, kde byli uvězněni. Během pochodu jeden z rukojmích zemřel na vyčerpání. Celá komplikovaná situace byla řešena zdlouhavými diplomatickými jednáními. Zajatí českoslovenští občané byli propouštěni postupně, poslední dvacítka mužů dorazila do Prahy až 23. června 1984.[3]
- 27. března – Orgány StB podnikly pod názvem akce „Vír“ plošný zátah proti řeholníkům františkánského řádu na celém území Československa, který zahrnoval domovní prohlídky a výslechy. Příslušníci bezpečnostních sborů zabavili řeholníkům studijní materiály, liturgické potřeby a různé další rukopisy. Sedm členů řádu bylo uvězněno, dva z nich byli odsouzeni za maření státního dozoru nad církvemi. Zbývajících pět členů bylo zejména díky mezinárodnímu tlaku později propuštěno. Zásah měl velký ohlas v zahraničních sdělovacích prostředcích, zejm. v Itálii. Reakcí byla také rozsáhlá podpisová akce proti zásahu StB – 2. června t. r. obdržel kardinál František Tomášek dopis s téměř 3 400 podpisy věřících katolíků i protestantů.[4]
- 21.–26. června – Palác kultury v Praze se stal dějištěm významného mezinárodního jednání Světového shromáždění za mír a život, proti jaderné válce, kterého se zúčastnilo na 3 625 delegátů ze 132 zemí celého světa. Shromáždění se konalo v období zostřeného mezinárodně politického napětí, kdy západní i východní blok soupeřily o vojenskou převahu, a to i prostřednictvím rozmisťování jaderných zbraní ve střední Evropě. Levicově zaměřeného shromáždění se mimo jiných zúčastnil i indický předseda Světové rady míru Rómeš Čandra. Na Staroměstském náměstí v Praze se 21. června konala obrovská organizovaná mírová manifestace asi 200 tisíc občanů. Závěrečné zasedání přijalo Výzvu za mír a život, jejíž hlavní myšlenkou byl požadavek na odstranění jaderných zbraní. Na uspořádání shromáždění přispěli občané Československa (zejm. v rámci „dobrovolně-povinných“ příspěvků na fond solidarity) částkou 65 mil. Kčs.[5] Z pohledu Československa se jednalo o prestižní událost, proto byla před konáním shromáždění věnována zvýšená pozornost úpravě centra Prahy, posíleny byly bezpečnostní hlídky, dočasně bylo výrazně zlepšeno zásobování.[6] Shromáždění se měli zájem zúčastnit také představitelé zakázané čs. opozice – hnutí Charta 77. Jejich žádost o účast však nebyla vůbec vyřízena. Členové Charty zaslali shromáždění alespoň vysvětlující dopis.
- 24. října – Vlády ČSSR a SSSR přednesly záměr zahájení příprav k rozmístění sovětských raket operačně taktického účelu na území Československa. Oficiálním důvodem byla reakce na rozmístění amerických střel s plochou drahou letu Pershing 2, a tedy snaha o udržení rovnováhy sil v Evropě.
- 26. října – Ústavním zákonem č. 114/1983 Sb. byla vyhlášena Státní komise pro vědeckotechnický a investiční rozvoj. Účelem orgánu mělo být vyšší využívání výsledků vědy a techniky v praxi a zvýšení intenzifikace a efektivity výroby. Předsedou byl jmenován Jaromír Obzina.[7]
- 31. října – Mezi Mostem a Chomutovem byla po osmi měsících dokončena výstavba tzv. Ervěnického koridoru – mohutného místy až 190 m vysokého náspu o délce cca 5 km, na který byla přeložena silnice č. 13 a železniční trať Chomutov – Ústí nad Labem z míst, kam se postupně rozšiřovala těžební pole hnědouhelných lomů. Do ocelových rour musel být také přeložen tok řeky Bíliny. V průběhu šest měsíců trvající akce bylo nutné vytěžit, přemístit do vzdálenosti 6 km a nakupit na 1 mil. m³ zeminy. Součástí prací bylo i urovnání jílového podloží, protože se počítalo s postupným sesedáním nově navršeného útvaru. Dílo vytvořili za vzájemné spolupráce pracovníci Staveb silnic a železnic, Státního ústavu dopravního projektování a tehdejších Dolů V. I. Lenina. Železniční doprava byla na koridor převedena až od června 1984.[8][9]
- 18. listopadu – Za účasti prezidenta republiky Gustáva Husáka bylo v Praze při příležitosti stého výročí otevření po 7 let trvající rekonstrukci znovu zprovozněno Národní divadlo. Provoz divadla byl symbolicky zahájen představením Smetanovy opery Libuše. Součástí rekonstrukce byla také výstavba budovy Nové scény sousedící s objektem starého Národního divadla. Provoz v moderně pojatém objektu podle návrhu architekta Karla Pragera byl zahájen o den později představením Strakonický dudák.[10]
- 25. listopadu – Na české území byly umístěny ruské rakety středního doletu jako reakce na aktivitu USA (pozn. od toho píseň Jaromíra Nohavici Rakety[11]).

### Svět
- březen – v sovětském časopise Šachmaty publikováno první uznávané řešení tzv. Babsonovy úlohy od Leonida Jaroše
- 13. března – V Japonsku byl otevřen 53,85 km dlouhý podmořský tunel Seikan propojující ostrovy Honšú a Hokkaidó.
- 10. dubna – Keke Rosberg na voze Williams se stal vítězem Grand Prix Šampionů.
- 26. července – Jarmila Kratochvílová zaběhla v Mnichově dodnes platný světový rekord na 800 metrů, činí 1:53,28 minut.
- 1. září – sovětské stíhačky sestřelily civilní dopravní letadlo, zahynulo všech 269 osob na palubě.
- 19. září – Svatý Kryštof a Nevis získal nezávislost na Velké Británii.
- 26. září – falešný raketový poplach, který mohl způsobit jadernou válku
- 25. října – Americká invaze na Grenadu (za spoluúčasti několika karibských států).
- Baleárské ostrovy se staly autonomní oblastí.
- Vydán Kodex kanonického práva (zkráceně CIC), viz Římskokatolická církev.
- Vojenský puč v Nigérii.

## Věda a umění
- 10. a 11. října – Veněra 15 a Veněra 16 vstoupily na polární orbitu kolem Venuše.
- 18. listopadu – Znovuotevření Národního divadla po rekonstrukci.
- Rozdělení ARPANET na ARPANET (výzkum) a MILNET (Military Network, provoz). TCP/IP přeneseny do komerční sféry (SUN) – viz Internet.
- Firma Lotus vyvinula tabulkový procesor Lotus 1-2-3 (čti raz-dva-tři).
- Založena firma Borland.

## Nobelova cena
- Nobelova cena za fyziku – Subrahmanyan Chandrasekhar a William Alfred Fowler
- Nobelova cena za chemii – Robert Bruce Merrifield
- Nobelova cena za fyziologii a lékařství – Barbara McClintocková
- Nobelova cena za literaturu – William Golding
- Nobelova cena za mír – Lech Wałęsa
- Nobelova pamětní cena za ekonomii – Gérard Debreu

## Narození

### Česko

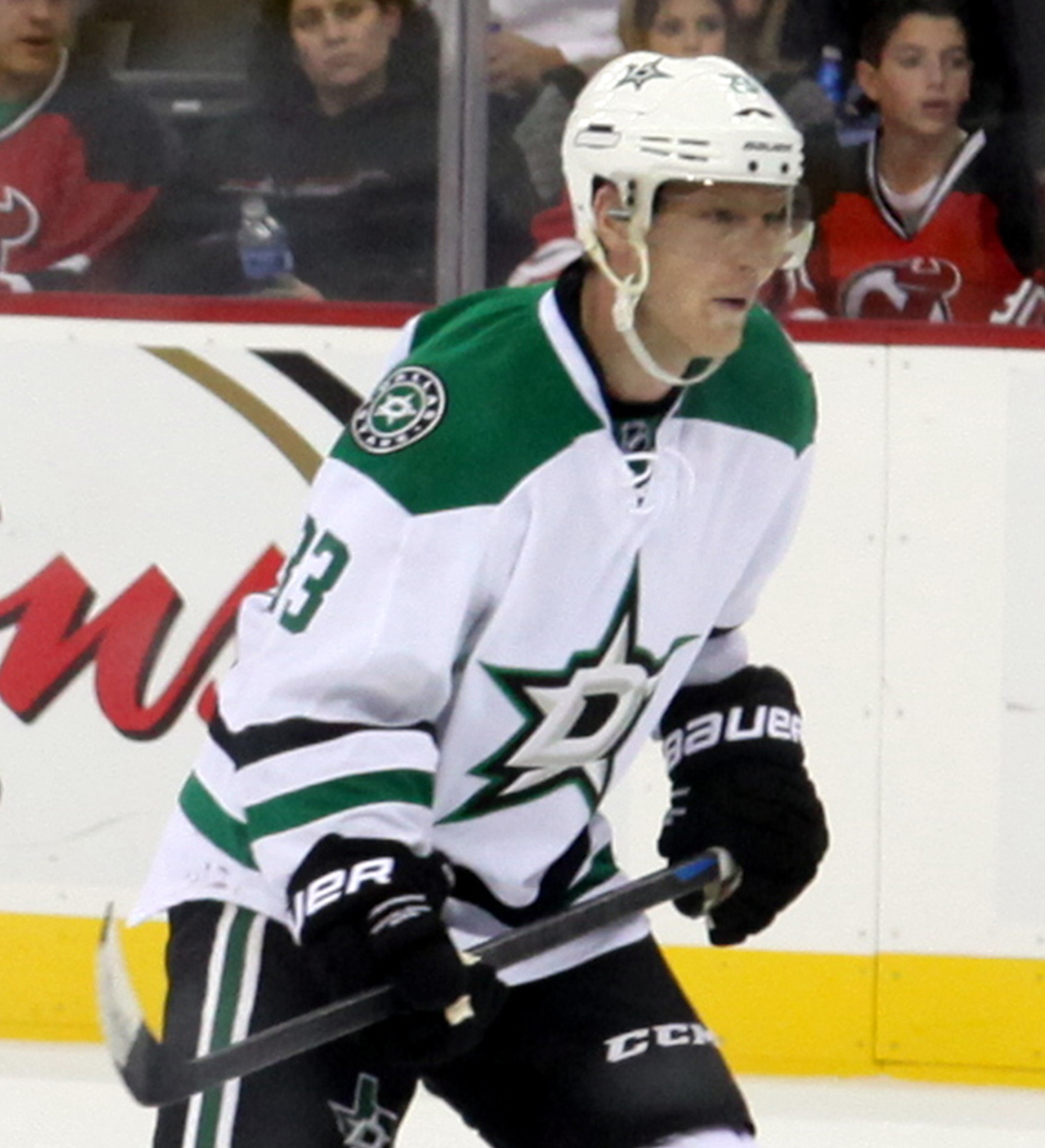
Aleš Hemský (* 13. srpna)

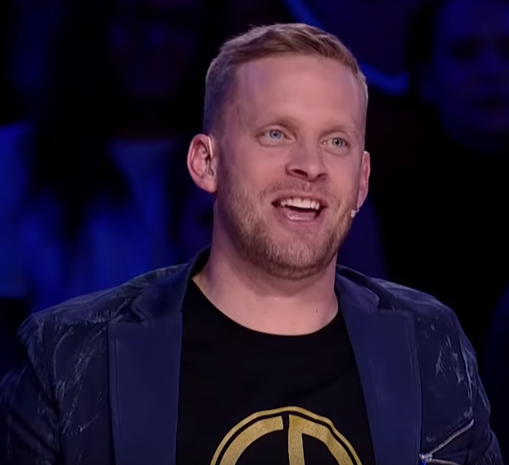
Jakub Prachař (* 30. srpna)

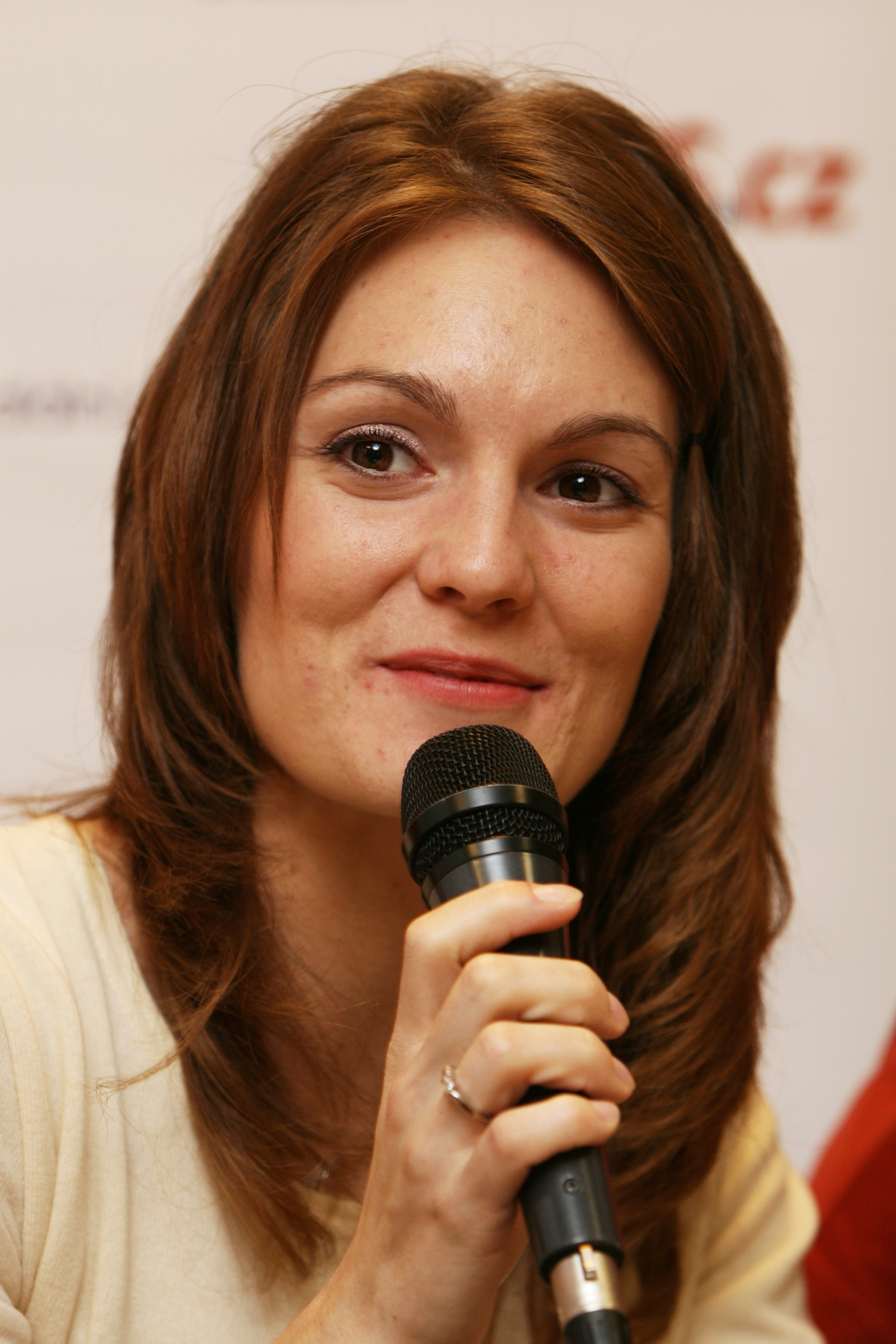
Kateřina Emmons (* 17. listopadu)

- 08. ledna – Kateřina Krejčová, divadelní herečka
- 10. ledna – Libor Topolánek, hokejbalový útočník († 29. října 2016)
- 13. ledna – Žofie Kabelková, písničkářka a zpěvačka
- 16. ledna – Jan Štokr, volejbalista
- 18. ledna – Jaroslav Kracík, hokejista
- 01. února – Iveta Benešová, tenistka
- 02. února – Ondřej Gregor Brzobohatý, herec, divadelní herec a muzikant
- 21. února – Hana Vagnerová, herečka
- 09. března – Dája Bedáňová, tenistka
- 11. března – Lukáš Krajíček, lední hokejista
- 26. března – Roman Bednář, fotbalista
- 09. dubna – Lukáš Dlouhý, tenista
- 26. dubna – Zuzana Tvarůžková, novinářka
- 06. května – Tomáš Mužík, bývalý judista
- 10. května – Michal Dalecký, herec
- 14. května – Iveta Vítová, modelka, Česká Miss 2009 a moderátorka
- 21. května – Martin Bína, cyklista
- 07. června – Tomáš Micka, hokejista
- 20. června – Radek Dosoudil, fotbalista
- 27. června – Pavel Hašek, fotbalista
- 30. června – Lukáš Krenželok, hokejista
- 16. července – Jan Maxián, herec a dabér
- 31. července – Vítězslav Bílek, hokejista
- 07. srpna – Jan Hájek, tenista
- 12. srpna – Jiří Novotný, hokejista
- 13. srpna
  - Aleš Hemský, lední hokejista
  - Táňa Pauhofová, herečka
- 30. srpna – Jakub Prachař, herec, hudebník a moderátor
- 05. září – Tomáš Savka, zpěvák a muzikálový herec
- 14. září – Felix Slováček, hudebník, klarinetista a saxofonista
- 15. září – Tomáš Sivok, fotbalista
- 18. září – Matěj Stropnický, politik
- 22. září – Petr Tatíček, hokejový útočník
- 03. října – Barbora Poláková, herečka a zpěvačka
- 06. října – Renata Voráčová, tenistka
- 28. října – Pavla Beretová, herečka
- 01. listopadu – Václav Svěrkoš, fotbalista
- 12. listopadu – Michal Holán, herec a dabér
- 17. listopadu – Kateřina Emmons, sportovní střelkyně
- 19. listopadu – Emil Rilke, fotbalista
- 30. listopadu – Jaroslav Bžoch, ragbista, politik a manažer
- 20. prosince – Jakub Chromeček, herec
- 25. prosince – Alexandr Hylák, hokejový brankář

### Svět

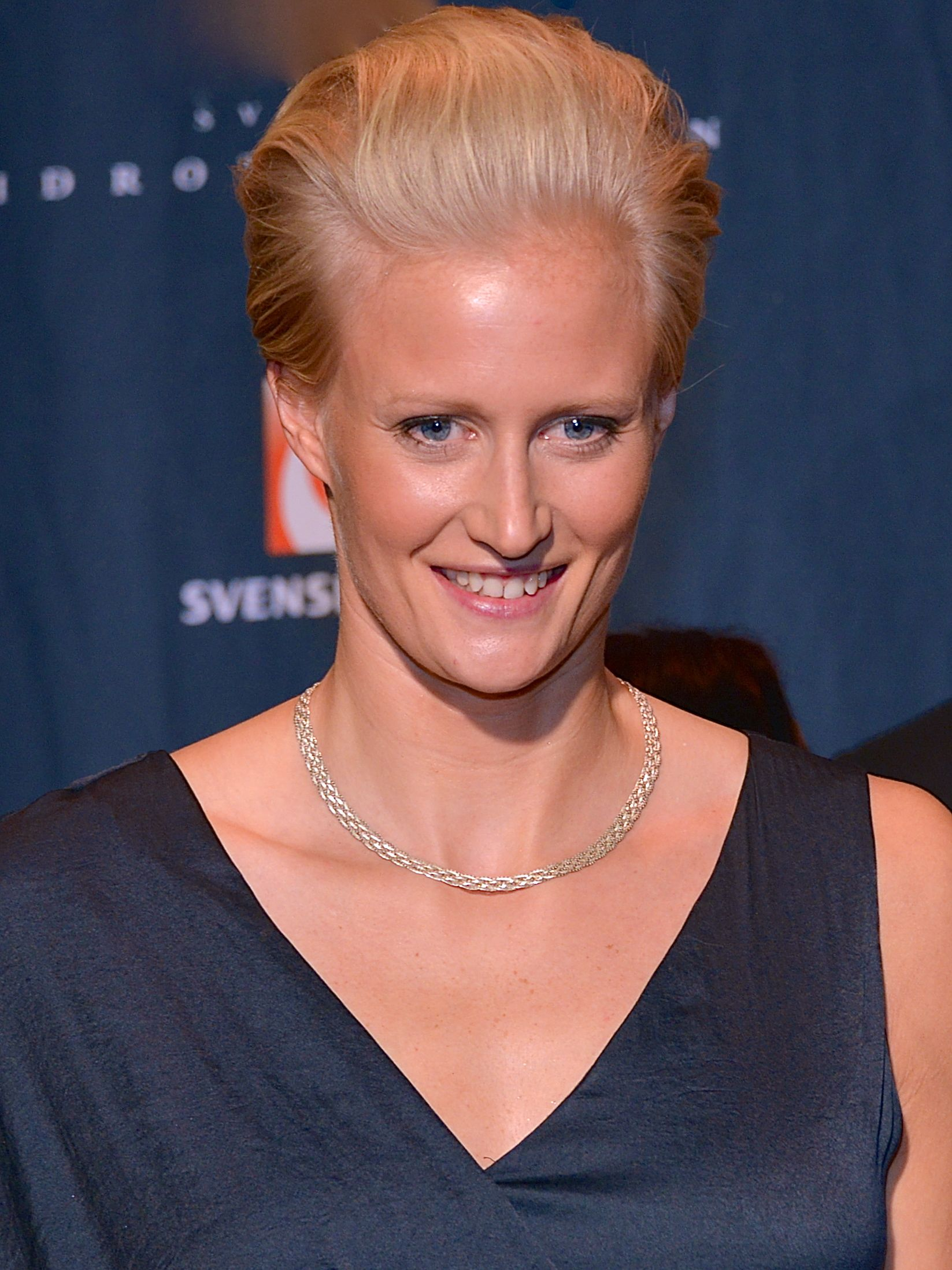
Carolina Klüftová (* 2. února)

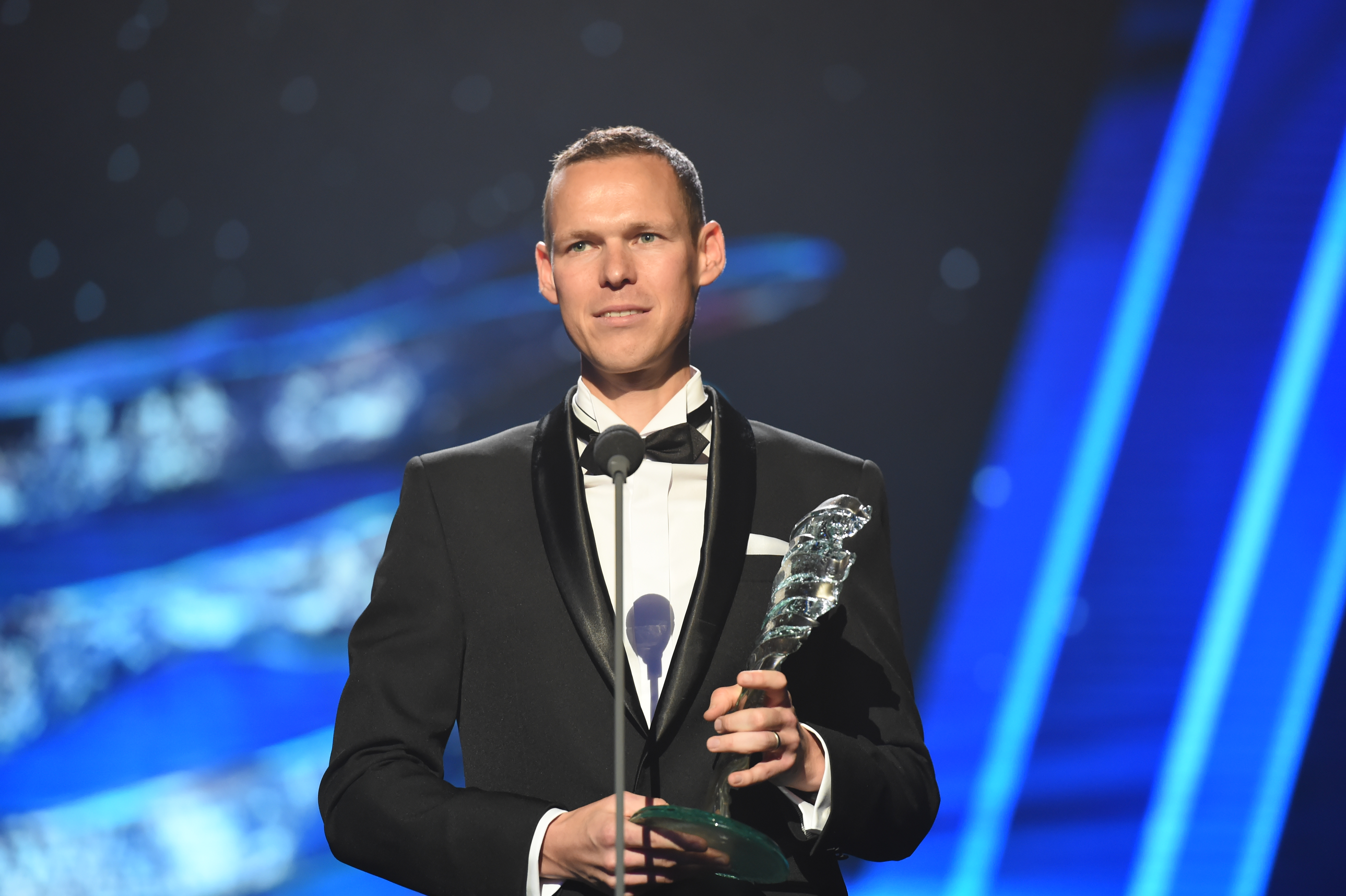
Matej Tóth (* 10. února)

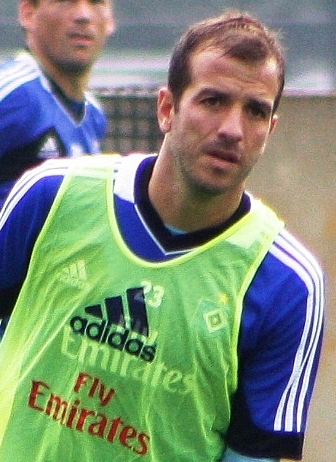
Rafael van der Vaart (* 11. února)

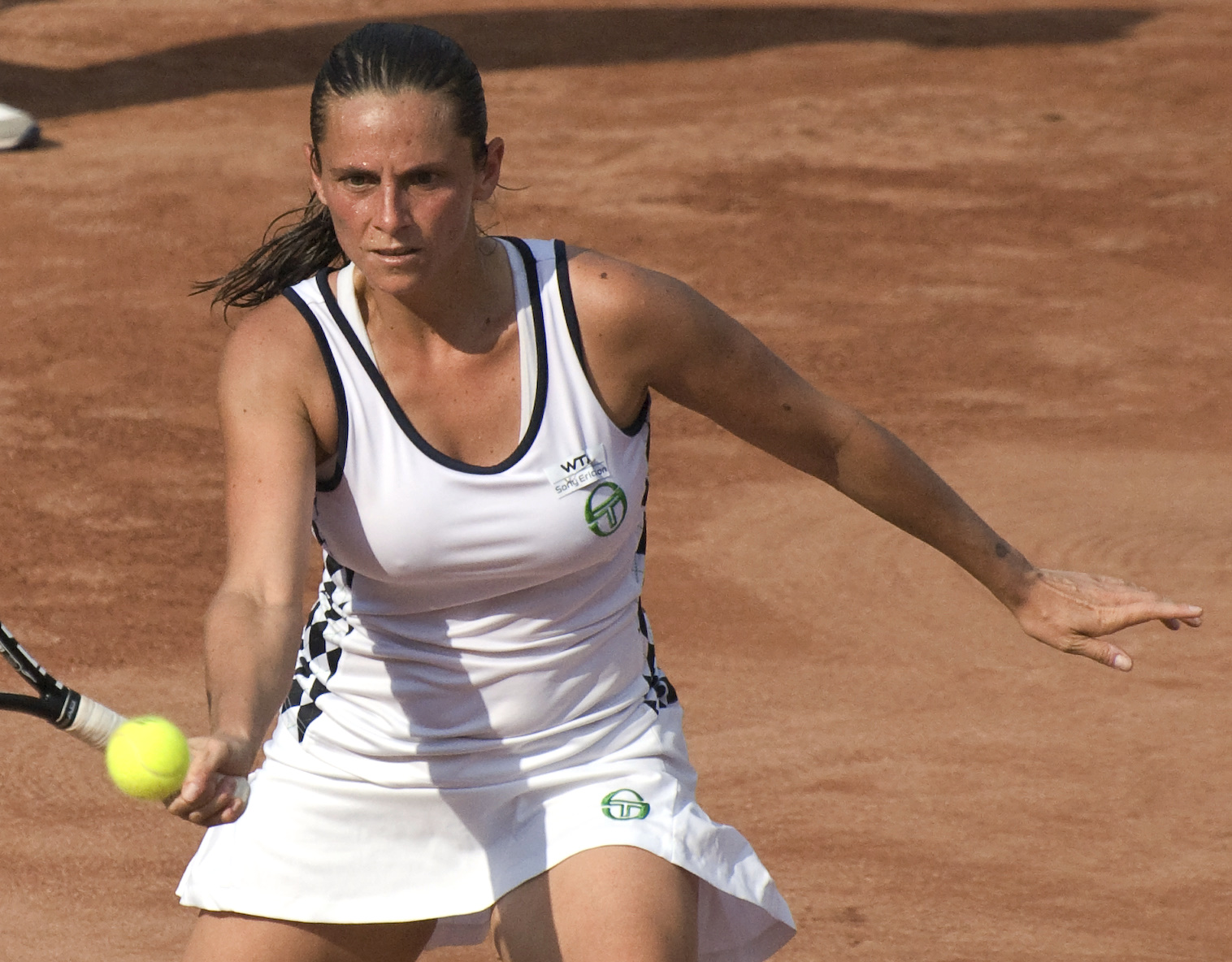
Roberta Vinciová (* 18. února)

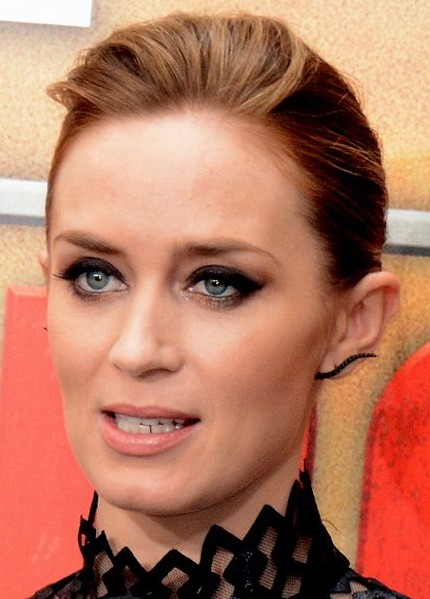
Emily Bluntová (* 23. února)

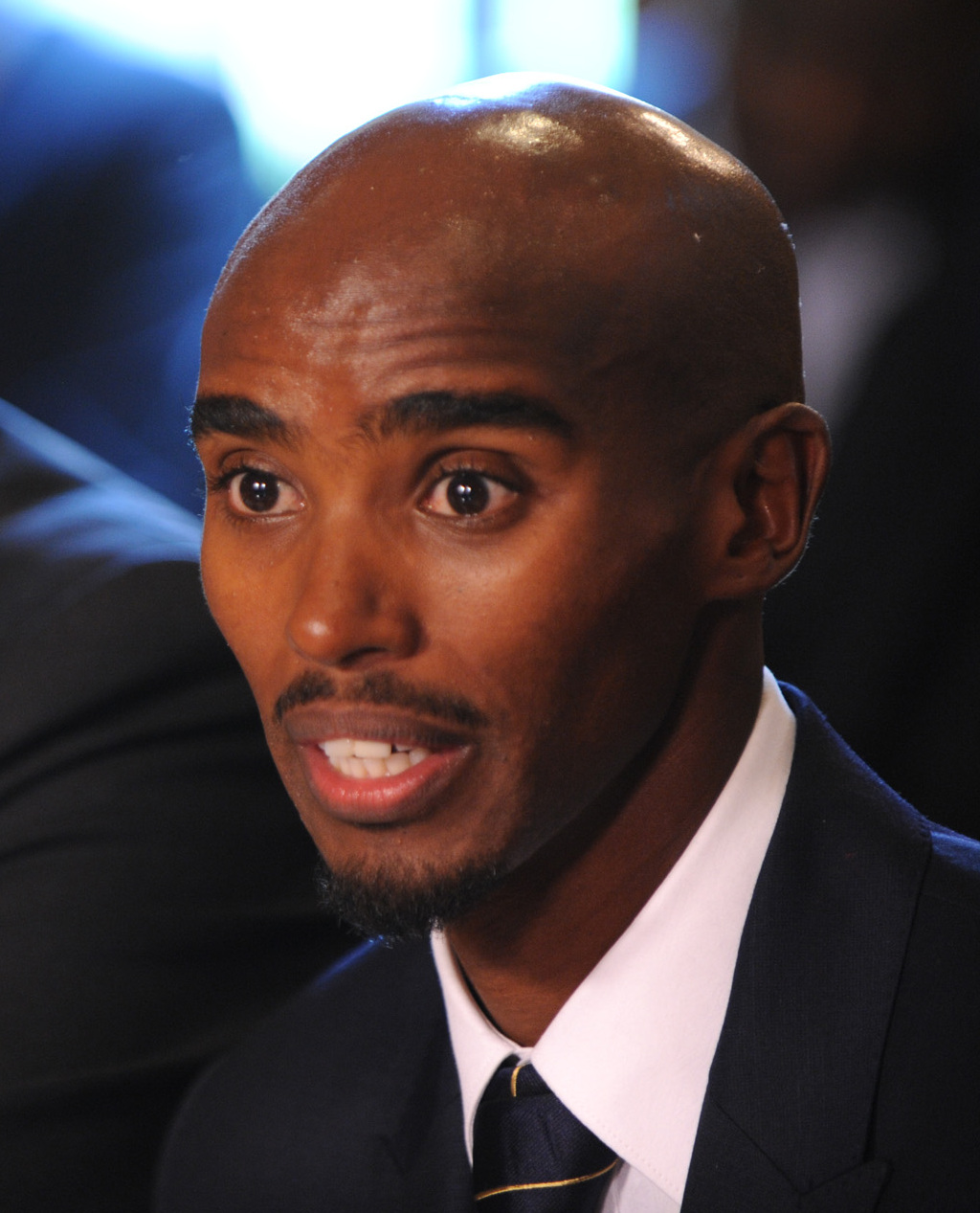
Mohamed Farah (* 23. března)

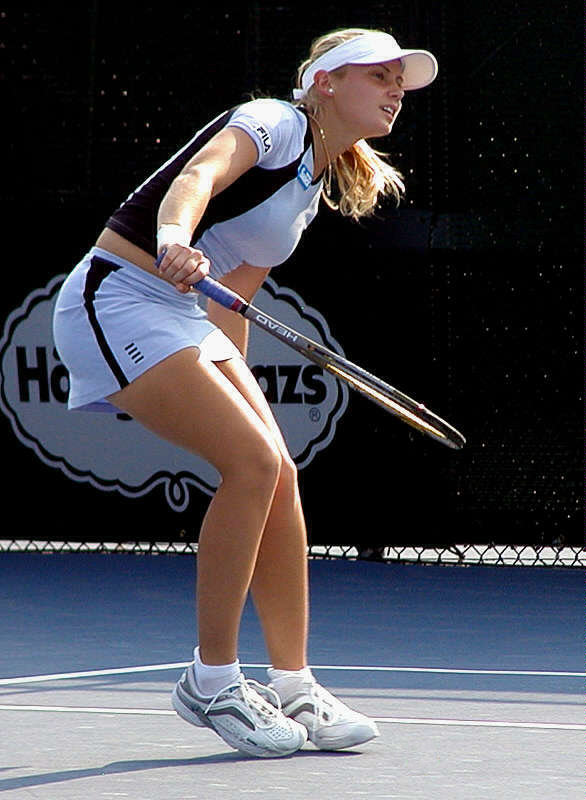
Jelena Dokićová (* 12. dubna)

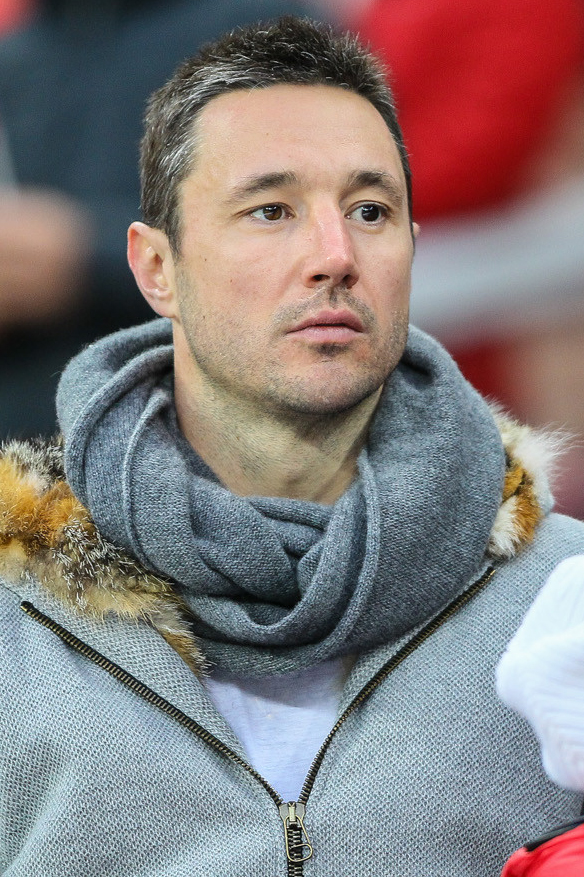
Ilja Kovalčuk (* 15. dubna)

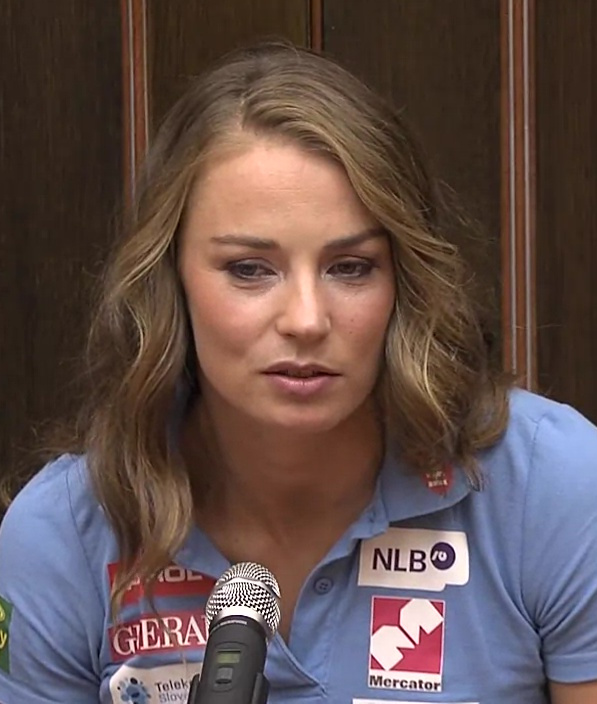
Tina Mazeová (* 2. května)

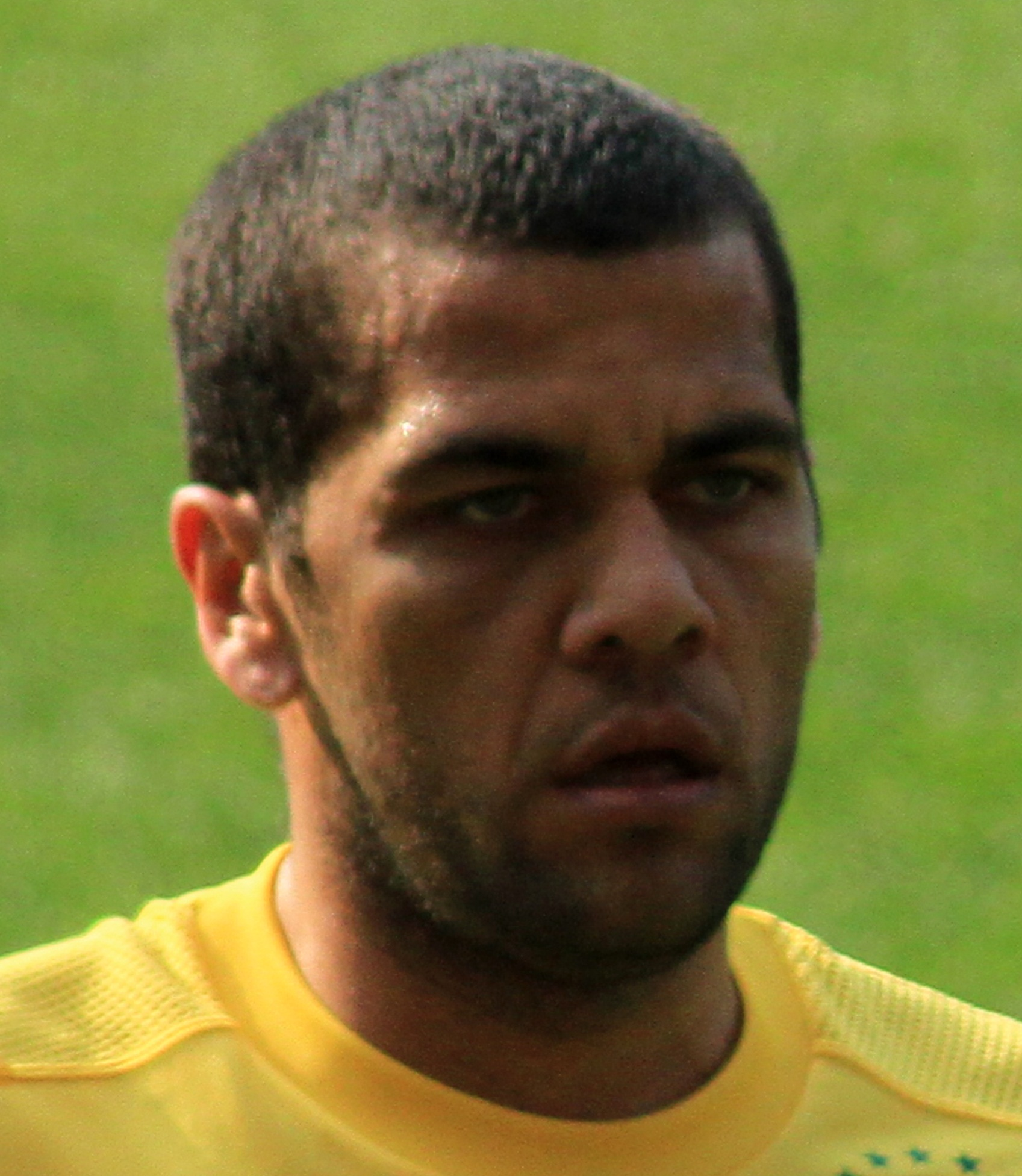
Dani Alves (* 6. května)

Kim Clijstersová (* 6. června)

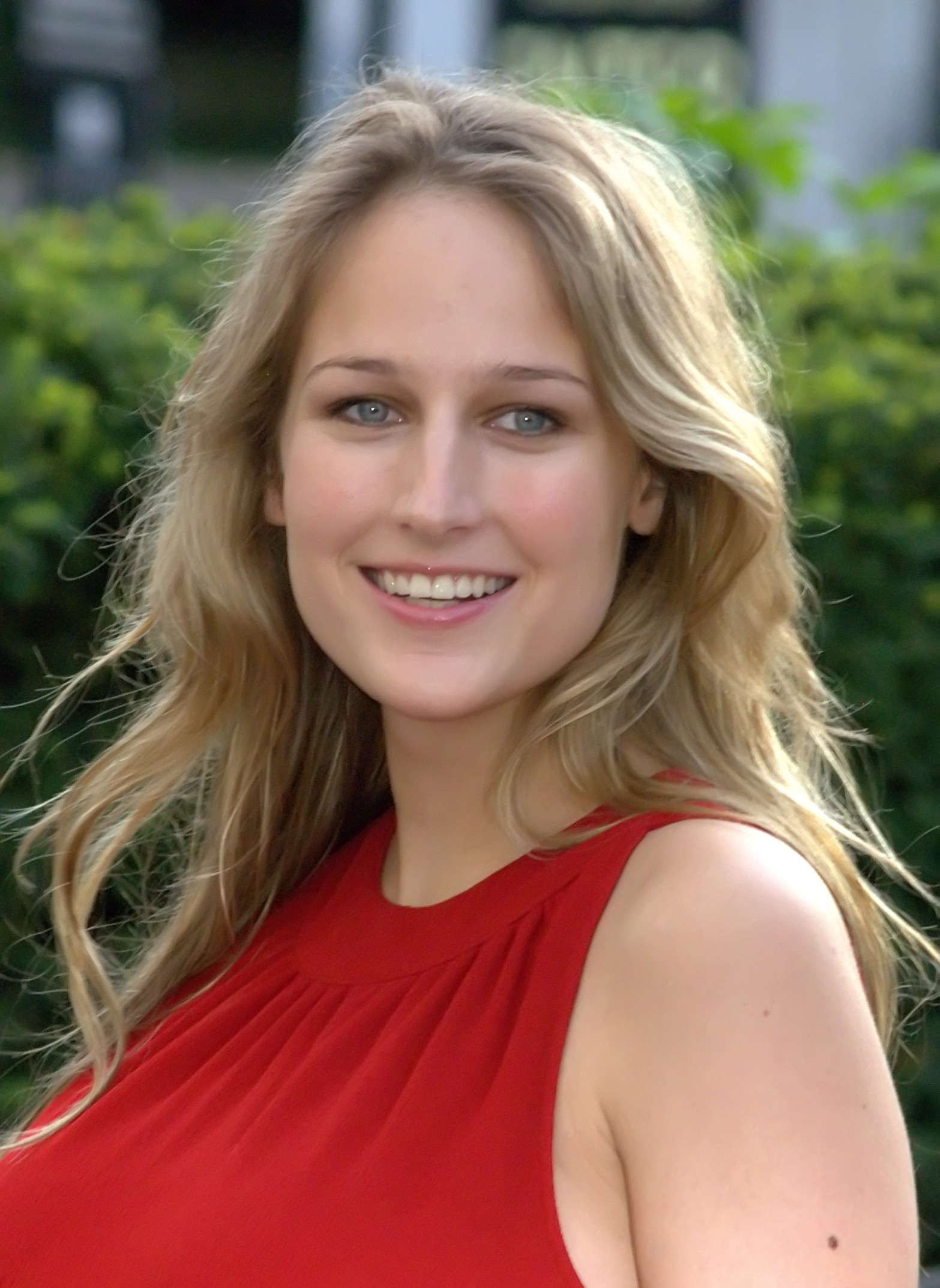
Leelee Sobieski (* 10. června)

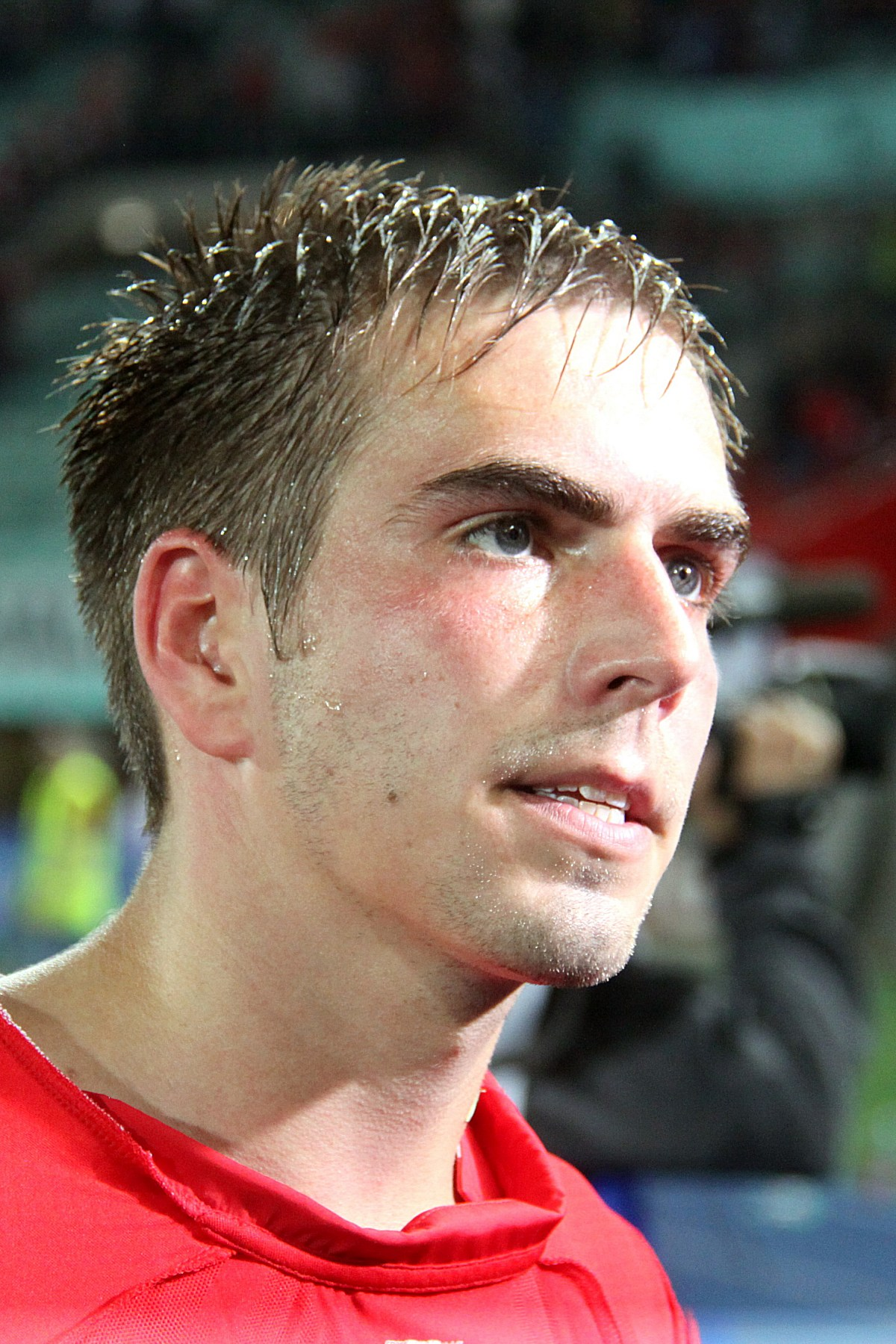
Philipp Lahm (* 11. listopadu)

- 01. ledna – Daniel Jarque, španělský fotbalista († 8. srpna 2009)
- 02. ledna – Kate Bosworthová, americká herečka
- 07. ledna
  - Matteo Tagliariol, italský sportovní šermíř
  - Brett Dalton, americký herec
- 11. ledna
  - André Myhrer, švédský alpský lyžař
  - Kaisa Mäkäräinenová, finská biatlonistka
- 12. ledna – Marcos Ayerza, argentinský ragbista
- 16. ledna
  - Daisuke Sakata, japonský fotbalista
  - Todd Clever, americký ragbista
- 17. ledna
  - Álvaro Arbeloa, španělský fotbalista
  - Jevgenij Dementěv, ruský běžec na lyžích
- 18. ledna – Nikolaj Kuzovlev, ruský horolezec
- 21. ledna – Monique Adamczaková, australská tenistka
- 23. ledna
  - Nedá Ághá-Soltán, Íránka zastřelená v Teheránu během protestů proti výsledkům íránských prezidentských voleb († 20. června 2009)
  - Justyna Kowalczyková, polská běžkyně na lyžích
  - Irving Saladino, panamský atlet
- 24. ledna – Wyatt Crockett, novozélandský ragbista
- 29. ledna – Sileši Sihine, etiopský atlet
- 02. února – Carolina Klüftová, švédská atletka
- 04. února – Lee Stempniak, americký lední hokejista
- 07. února – Christian Klien, rakouský pilot Formule 1
- 10. února – Matej Tóth, slovenský atlet
- 11. února
  - Ladislav Škantár, slovenský vodní slalomář
  - Rafael van der Vaart, nizozemský fotbalista
- 14. února – Bacary Sagna, francouzský fotbalista
- 16. února – Tuomo Ruutu, finský hokejový útočník
- 18. února – Roberta Vinciová, italská tenistka
- 19. února – Mika Nakašima, japonská zpěvačka a herečka
- 21. února – Mélanie Laurentová, francouzská herečka, režisérka a spisovatelka
- 23. února
  - Emily Bluntová, britská herečka
  - Simon Eder, rakouský biatlonista
- 24. února – Santiago González, mexický tenista
- 25. února – Eduardo da Silva, chorvatský fotbalista
- 26. února – Pepe, portugalský fotbalový obránce
- 27. února – Kate Mara, americká herečka
- 01. března
  - Lupita Nyong'o, mexická herečka a režisérka
  - Melaine Walkerová, jamajská atletka, olympijská vítězka a mistryně světa v běhu na 400 metrů překážek
  - Stanka Zlatevová, bulharská zápasnice
- 02. března – I Se-tol, jihokorejský profesionální hráč Go
- 06. března – Giulia Quintavalleová, talská judistka
- 07. března – Rémi Panossian, francouzský klavírista
- 09. března – Maite Perroni, mexická herečka a zpěvačka
- 10. března – Jelena Bovinová, ruská tenistka
- 18. března – Stéphanie Cohenová-Alorová, francouzská tenistka
- 21. března – Martina Hrašnová, slovenská atletka, kladivářka
- 23. března – Mohamed Farah, britský atlet
- 25. března – Roman Konečný, slovenský fotbalista
- 28. března – Ladji Doucouré, francouzsky atlet
- 29. března
  - Yusuf Saad Kamel, bahrajnský atlet
  - Ed Skrein, britský herec
- 02. dubna – Paul Capdeville, chilský tenista
- 03. dubna
  - Stephen Weiss, kanadský hokejista
  - Ben Foster, anglický fotbalista
- 04. dubna – Jevgenij Arťuchin, ruský hokejista
- 06. dubna – Micuru Nagata, japonský fotbalista
- 09. dubna – Ken Skupski, britský tenista
- 12. dubna
  - Luke Kibet, keňský atlet
  - Jelena Dokićová, australská tenistka
  - Olha Šalahina, ukrajinská sportovní lezkyně
- 13. dubna – Nicole Cooke, britská cyklistka
- 15. dubna – Ilja Kovalčuk, ruský hokejista
- 20. dubna – Miranda Kerr, australská topmodelka
  - Sebastian Ingrosso, švédský producent a DJ, člen skupiny Swedish House Mafia
- 23. dubna
  - Alex Bogomolov, americký tenista
  - Daniela Hantuchová, slovenská tenistka
- 25. dubna – Nick Willis, novozélandský atlet
- 02. května – Tina Mazeová, slovinská lyžařka
- 05. května – Henry Cavill, britský herec
- 06. května
  - Dani Alves, brazilský fotbalista
  - Adrianne Palicki, americká herečka
- 07. května – Christina Yannetsosová, americká judistka
- 08. května – Bershawn Jackson, atlet-překážkář USA
- 09. května – Gilles Müller, lucemburský tenista
- 10. května – Jamie Chung, americká herečka
- 12. května
  - Alina Kabajevová, ruská politička a bývalá moderní gymnastka
  - Virginie Razzanová, francouzská tenistka
- 13. května – Anita Görbiczová, maďarská házenkářka
- 17. května – Pavol Ďurica, slovenský fotbalista
- 18. května – Albeny Rosales, venezuelský judista
- 21. května – Līga Dekmeijereová, lotyšská tenistka
- 24. května
  - Marco Crugnola, italský tenista
  - Viktor Pečovský, slovenský fotbalista
- 26. května – Demy de Zeeuw, nizozemský fotbalista
- 29. května – Jevgenija Poljakovová, ruská atletka
- 01. června – Moustapha Salifou, tožský fotbalista
- 04. června
  - Emmanuel Eboué, fotbalový obránce Pobřeží slonoviny
  - Guillermo García-López, španělský tenista
- 6. června – Joe Rokocoko, novozélandský ragbista
- 7. června – Milan Jurčina, slovenský lední hokejista
- 08. června
  - Kim Clijstersová, belgická tenistka
  - Juliana Fedaková, ukrajinská tenistka
- 09. června
  - Erin Cafaro, americká veslařka
  - Sergio García, španělský fotbalista
- 10. června
  - MakSim, ruská zpěvačka
  - Leelee Sobieski, americká herečka
  - Kees Kwakman, nizozemský fotbalista
- 11. června – Dominik Graňák, slovenský hokejista
- 13. června – Jana Dukátová, slovenská vodní slalomářka, kajakářka a kanoistka
- 15. června
  - Julia Fischerová, německá houslistka
  - Alexej Tomilov, ruský horolezec
  - Dawid Statnik, lužickosrbský politik
- 16. června – Simon Anthamatten, švýcarský horský vůdce
- 19. června
  - Macklemore, americký raper
  - Aidan Turner, irský herec
- 20. června – Jozef Piaček, slovenský fotbalista
- 21. června – Edward Snowden, americký disident
- 24. června – Albert von Thurn und Taxis, německý podnikatel a automobilový závodník
- 28. června – Juraj Halenár, slovenský fotbalista
- 30. června
  - Cheryl Cole, anglická zpěvačka
  - Patrick Wolf, britský hudebník
- 05. července – Čeng Ťie, čínská tenistka
- 10. července – Golšifte Farahaníová, íránská herečka
- 13. července – Liou Siang, čínský atlet
- 14. července – Igor Andrejev, ruský tenista
- 16. července – Annie Lööfová, švédská politička
- 18. července – Mikk Pahapill, estonský atlet, vícebojař
- 20. července – Ivan Lietava, slovenský fotbalista
- 21. července – Johnny Acosta, kostarický fotbalista
- 24. července – Daniele De Rossi, italský fotbalový záložník
- 26. července – Kelly Clarková, americká snowboardistka
- 29. července – Jacques Burger, namibijský ragbista
- 01. srpna – José Antonio Reyes, španělský fotbalista († 1. června 2019)
- 02. srpna – Zuzana Malíková, slovenská atletka
- 03. srpna
  - Valentyn Sypavin, ukrajinský horolezec
  - Mamie Gummer, americká herečka
- 04. srpna
  - Greta Gerwig, americká herečka, scenáristka a režisérka
  - Mariusz Wlazły, polský volejbalista
- 06. srpna – Robin van Persie, nizozemský fotbalista
- 11. srpna – Chris Hemsworth, australský herec
- 12. srpna – Klaas-Jan Huntelaar, nizozemský fotbalista
- 13. srpna – Táňa Pauhofová, slovenská herečka
- 14. srpna
  - Mila Kunis, americká herečka
  - Lu Jan-sun, tchajwanský tenista
  - Elena Baltachová, britská tenistka († 4. května 2014)
- 17. srpna – Daniel Köllerer, rakouský tenista
- 19. srpna – Reeva Steenkampová, jihoafrická modelka († 14. února 2013)
- 20. srpna
  - Jurij Žirkov, ruský fotbalový záložník
  - Andrew Garfield, britsko-americký herec
- 08. září – Peter Kauzer, slovinský vodní slalomář
- 11. září – Vivian Cheruiyotová, keňská atletka, běžkyně na dlouhých tratích
- 12. září – Sergio Parisse, italský ragbista
- 13. září – Chris Wyles, americký ragbista
- 14. září
  - Amy Winehouse, britská zpěvačka († 23. července 2011)
  - Andres Ambühl, švýcarský lední hokejista
- 15. září – Ashleigh McIvorová, bývalá kanadská skikrosařka
- 21. září
  - Anna Favella, italská herečka
  - Maggie Grace, americká herečka
  - Joseph Mazzello, americký herec
- 26. září – Ricardo Quaresma, portugalský fotbalista
- 27. září – Jay Bouwmeester, kanadský lední hokejista
- 30. září – Andreea Răducan, rumunská gymnastka, olympijská vítězka a pětinásobná mistryně světa
- 01. října – Mirko Vučinić, černohorský fotbalista
- 03. října – Yvonne Meusburgerová, rakouská tenistka
- 04. října – Vicky Kriepsová, lucemburská herečka
- 05. října
  - Jesse Eisenberg, americký herec
  - Florian Mayer, německý tenista
- 9. října
  - Trevor Daley, kanadský hokejista
  - Taťjana Lysenková, ruská atletka, kladivářka
- 10. října – Davit Zirakašvili, gruzínský ragbista
- 11. října – Ľubomíra Kurhajcová, slovenská tenistka
- 15. října – Andreas Ivanschitz, bývalý rakouský fotbalista
- 16. října – Philipp Kohlschreiber, německý tenista
- 18. října – Milo Yiannopoulos, britský novinář a podnikatel
- 19. října – Jorge Valdivia, chilsko-venezuelský fotbalový záložník
- 20. října
  - Julia Bejgelzimerová, ukrajinská tenistka
  - Flavio Cipolla, italský tenista
- 21. října – Hrvoje Ćustić, chorvatský fotbalista († 3. dubna 2008)
- 22. října – Steve Angello, řecko-švédský diskžokej a hudební producent
- 05. listopadu – Alexa Chung, anglická modelka, módní návrhářka a spisovatelka
- 06. listopadu – Nicole Hospová, rakouská alpská lyžařka
- 08. listopadu – Blanka Vlašičová, chorvatská atletka, skokanka do výšky
- 11. listopadu – Philipp Lahm, bývalý německý fotbalista
- 14. listopadu – Alejandro Falla, kolumbijský tenista
- 15. listopadu – Fernando Verdasco, španělský tenista
- 17. listopadu – Christopher Paolini, anglický spisovatel
- 18. listopadu
  - Jon Lech Johansen, norský spoluautor softwaru DeCSS
  - Robert Kazinsky, anglický herec
- 19. listopadu
  - Meseret Defarová, etiopská atletka
  - Adam Driver, americký herec
- 20. listopadu
  - Future, americký rapper a hudební producent
  - Lucia Klocová, slovenská atletka, běžkyně
- 26. listopadu
  - Baadur Džobava, gruzínský šachový velmistr
  - Milan Ivana, slovenský fotbalista
- 30. listopadu – Anastasija Baburovová, ruská novinářka († 19. ledna 2009)
- 07. prosince – Peter Horák, slovenský atlet, výškař
- 10. prosince – Xavier Samuel, australský herec
- 11. prosince – Brendan Christian, atlet Antiguy a Barbudy
- 15. prosince – Jamie Heaslip, irský ragbista
- 20. prosince – Jonah Hill, americký herec a komik
- 21. prosince – Steven Yeun, korejsko-americký herec
- 27. prosince – Matúš Kozáčik, slovenský fotbalista

## Úmrtí

### Česko

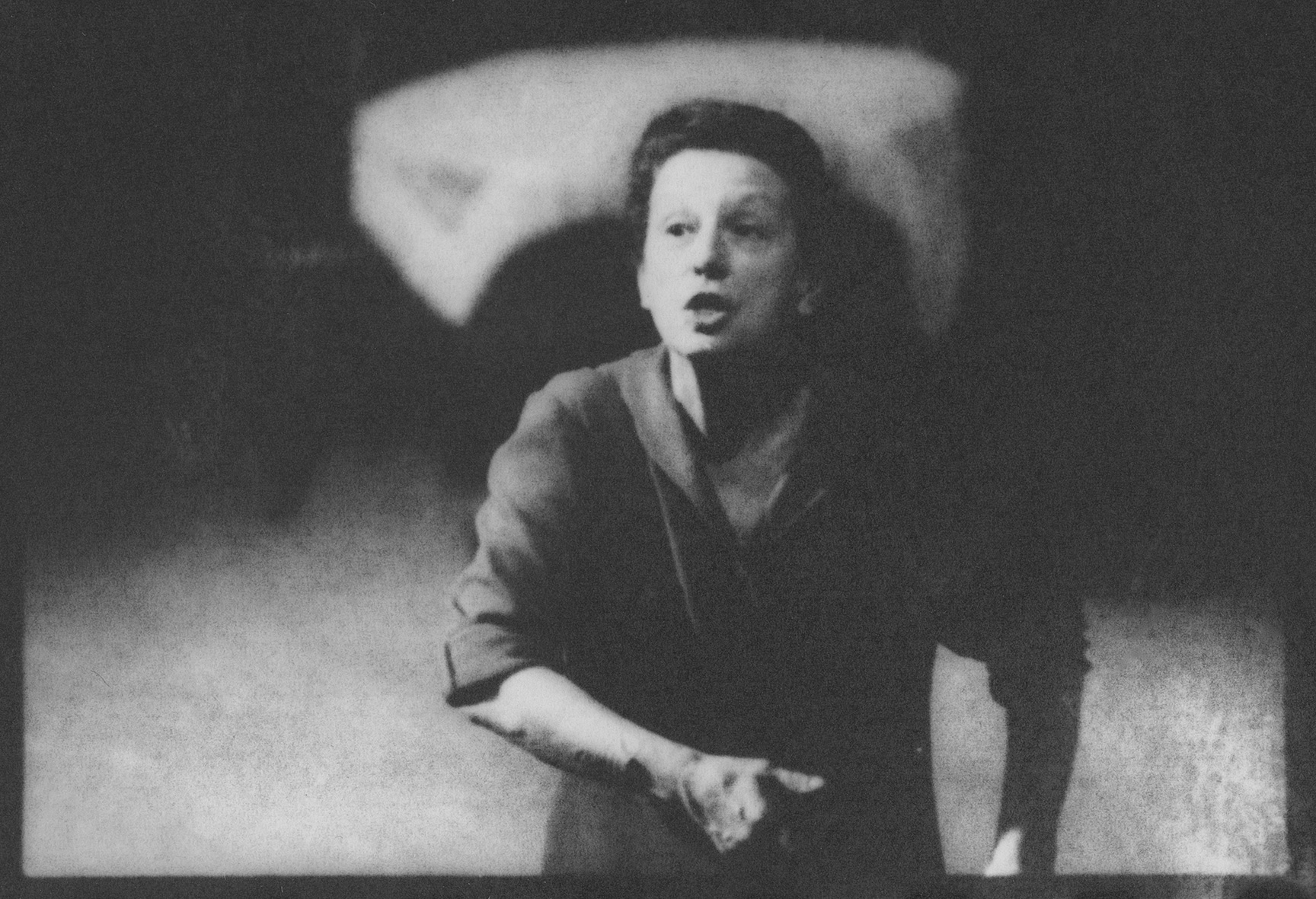
Dana Medřická († 21. ledna)

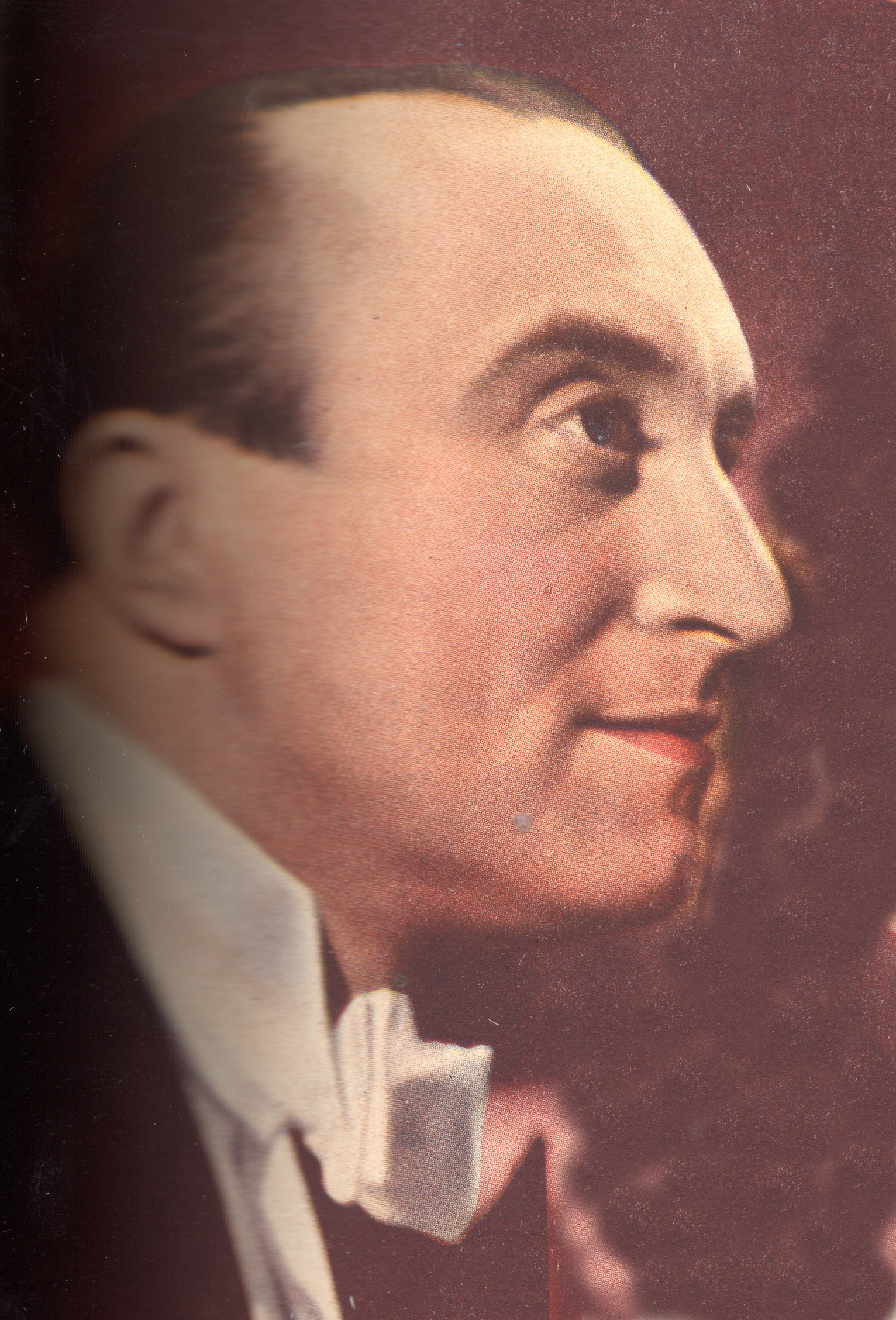
Oldřich Nový († 15. března)

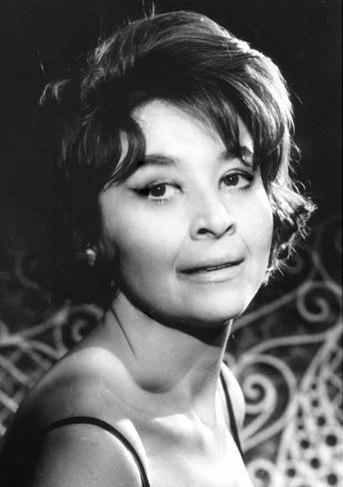
Karolina Slunéčková († 11. června)

- 03. ledna – Jaroslav Horejc, sochař (* 15. června 1886)
- 08. ledna – Emil Dvořák, jazykovědec (* 20. dubna 1925)
- 09. ledna – Jarmila Kröschlová, tanečnice a choreografka (* 19. března 1893)
- 14. ledna
  - Oldřich Starý, neurolog a rektor Univerzity Karlovy (* 15. června 1914)
  - Oldřich Straka, fotograf (* 29. prosince 1906)
- 21. ledna – Dana Medřická, herečka (* 11. července 1920)
- 27. ledna – Vilém Vrabec, kuchař (* 8. dubna 1901)
- 01. února – Milada Součková, spisovatelka, lingvistka a literární teoretička (* 24. ledna 1899)
- 11. února – Otokar Balcar, teolog (* 19. října 1907)
- 14. února – Bobek Bryen, kapelník, houslista a bubeník (* 30. května 1909)
- 17. února – Anton Bruder, grafik a malíř (* 11. června 1898)
- 18. února – František Horák, knihovník, bibliograf (* 25. května 1911)
- 21. února
  - Jaroslav Svojše, skaut a spisovatel (* 30. října 1920)
  - Emil Kotrba, malíř (* 22. února 1912)
- 25. února
  - Stanislav Kyselák, varhaník a hudební skladatel (* 30. května 1915)
  - Jozef Mjartan, československý politik (* 22. února 1900)
- 03. března – Jiří Švengsbír, rytec, grafik a ilustrátor (* 9. dubna 1921)
- 15. března – Oldřich Nový, herec (* 7. srpna 1899)
- 17. března – Jiří Robert Pick, spisovatel, textař a dramatik (* 4. května 1925)
- 01. dubna – Václav Hůla, ministr vlád ČSSR (* 21. července 1925)
- 02. dubna – Jan Buchvaldek, komunistický politik (* 23. září 1903)
- 06. dubna
  - Ruda Kubíček, malíř (* 18. března 1891)
  - Miroslav Jiroušek, matematik a hudební skladatel (* 25. října 1903)
- 11. dubna – Lubomír Šlapeta, architekt (* 9. prosince 1908)
- 17. dubna – Jaroslav Císař, astronom, matematik, básník a překladatel (* 19. února 1894)
- 22. dubna – Antonín Modr, hudební vědec a skladatel (* 17. května 1898)
- 05. května – Josef Čapek, fotbalový reprezentant (* 1. srpna 1902)
- 08. května – Bohumír Halouzka, varhaník, hudební skladatel a pedagog (* 8. listopadu 1892)
- 13. května – Oldřich Palkovský, hudební skladatel a pedagog (* 24. února 1907)
- 31. května – Mikuláš Antonín Číla, malíř, legionář a československý brigádní generál (* 6. ledna 1883)
- 03. června – Alois Chocholáč, výtvarník (* 7. ledna 1906)
- 08. června – Oldřich Švestka, komunistický novinář a politik (* 24. března 1922)
- 11. června – Karolina Slunéčková, herečka (* 8. dubna 1934)
- 14. června – Dalibor Chalupa, učitel, spisovatel a rozhlasový redaktor (* 27. ledna 1900)
- 22. června – Ladislav Dvořák, básník a spisovatel, autor literatury pro děti (* 1. prosince 1920)
- 24. června – Zdeněk Trtík, teolog, děkan Husovy československé bohoslovecké fakulty (* 14. srpna 1914)
- 02. července – Vladimír Neff, spisovatel (* 13. června 1909)
- 04. července – Petr Kopta, básník a překladatel (* 5. dubna 1927)
- 05. července – Václav Trojan, hudební skladatel (* 24. dubna 1907)
- 13. července – Zdeněk Liška, skladatel filmové hudby (* 16. března 1922)
- 16. července – Jaroslav Krombholc, dirigent a hudební skladatel (* 30. ledna 1918)
- 19. července – Antonín Kolek, pedagog, historický beletrista (* 8. července 1895)
- 21. července – Radovan Richta, sociolog a filosof (* 6. června 1924)
- 13. srpna – Leo Haas, karikaturista, kreslíř, malíř (* 15. dubna 1901)
- 15. srpna – Jiří Zástěra, fotbalista (* 9. listopadu 1913)
- 19. srpna – Břetislav Benda, sochař (* 28. března 1897)
- 21. srpna – Ladislav Stejskal, malíř a pedagog (* 11. května 1910)
- 31. srpna – Vojtěch Vanický, architekt (* 15. listopadu 1898)
- 11. září – František Kutnar, historik (* 7. října 1903)
- 26. září – Jiří Malásek, klavírista a hudební skladatel (* 7. srpna 1927)
- 28. září – Arnošt Vaněček, překladatel a spisovatel (* 10. srpna 1900)
- 01. října – Bedřich Steiner, komunistický poslanec (* 1. dubna 1913)
- 5. října – Václav Jan Staněk, zoolog, mykolog, botanik, fotograf a filmař (* 16. července 1907)
- 07. října – Marie Wagnerová-Kulhánková, sochařka (* 25. září 1906)
- 13. října
  - Jaroslav Grus, malíř (* 13. srpna 1891)
  - Vladimír Šmilauer, jazykovědec (* 5. prosince 1895)
- 16. října – Zdeněk Brdlík, malíř, ilustrátor a grafik (* 30. dubna 1929)
- 24. října – Miroslav Homola, herec a operetní zpěvák (* 25. listopadu 1909)
- 31. října – Miloslav Baláš, spisovatel, historik a překladatel (* 22. října 1907)
- 01. listopadu – Alfréd Ressel, odbojář, generálmajor, příslušník 1. čs. armádního sboru v SSSR (* 9. června 1900)
- 06. listopadu – Josef Šíma, fotbalový reprezentant (* 17. srpna 1905)
- 11. listopadu
  - Karel Fabián, spisovatel (* 21. června 1912)
  - Josef Effenberger, gymnasta, olympionik (* 18. října 1901)
- 28. listopadu – Štefan Košina, voják a příslušník výsadku Manganese (* 12. ledna 1915)
- 01. prosince – Miroslav Liďák, kreslíř a karikaturista (* 28. června 1934)
- 14. prosince – Jan Ryska, spisovatel, pedagog a publicista (* 19. ledna 1916)
- 19. prosince – Kamil Běhounek, swingový akordeonista a skladatel (* 29. března 1916)
- 26. prosince – Přemysl Doberský, hlavní dietolog Ministerstva zdravotnictví (* 20. srpna 1918)
- 27. prosince – Taras Kuščynskyj, fotograf (* 25. května 1932)
- 29. prosince – Antonín Brož, herec, režisér a divadelní ředitel (* 9. září 1895)

### Svět

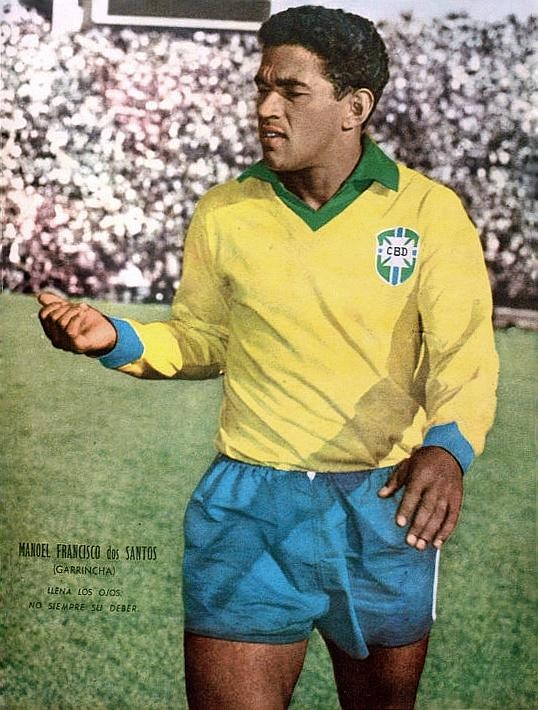
Garrincha († 20. ledna)

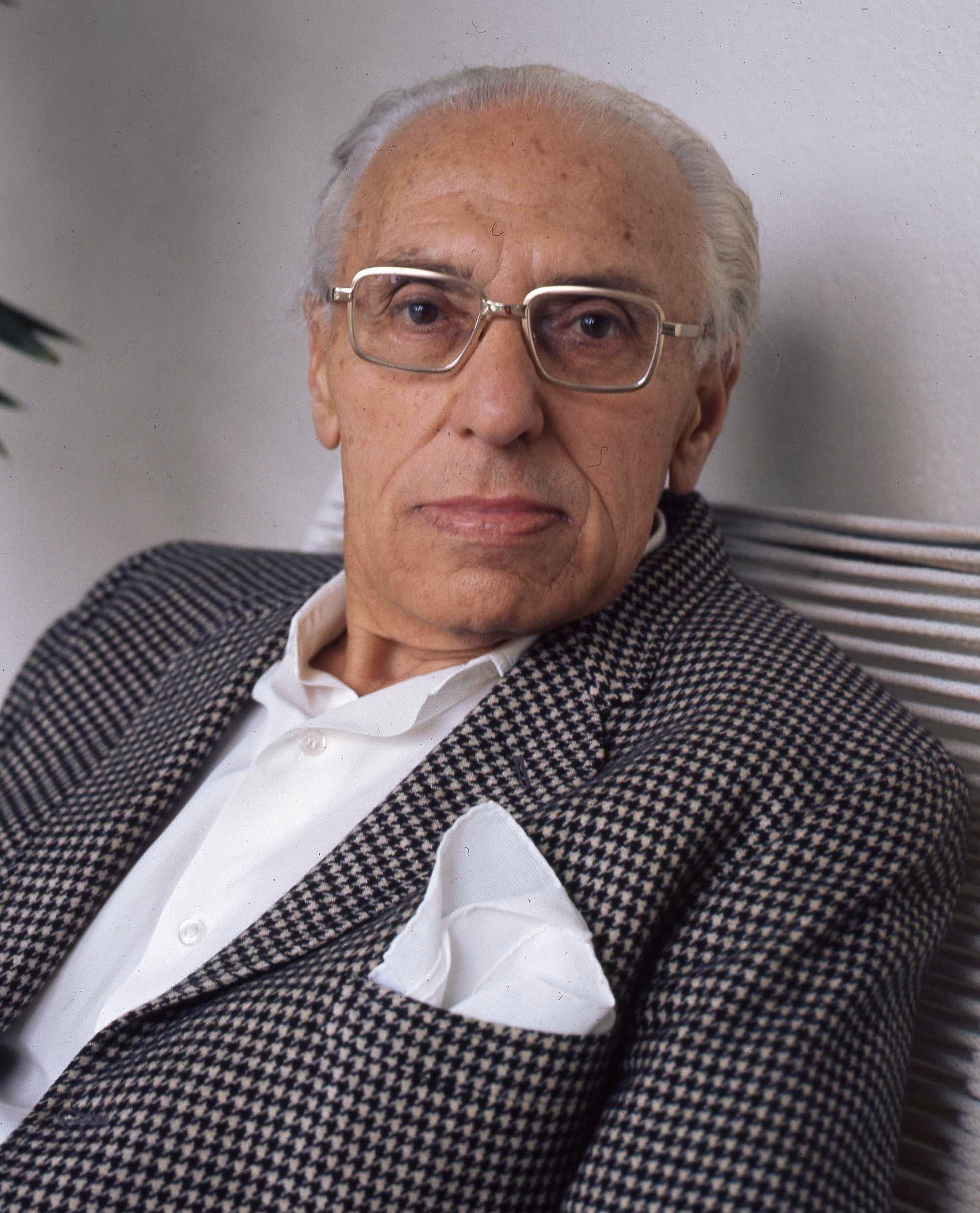
George Cukor († 24. ledna)

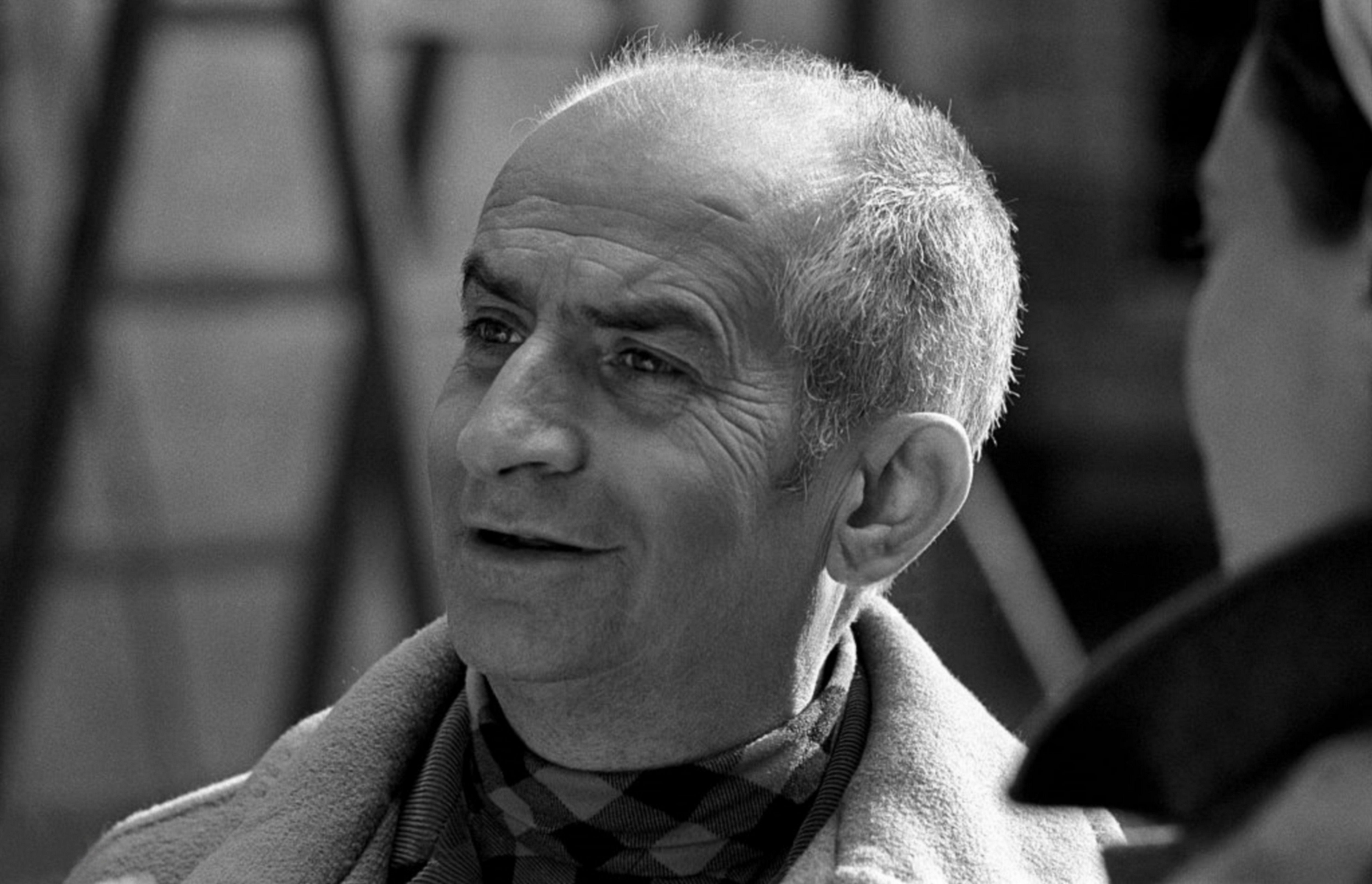
Louis de Funès († 27. ledna)

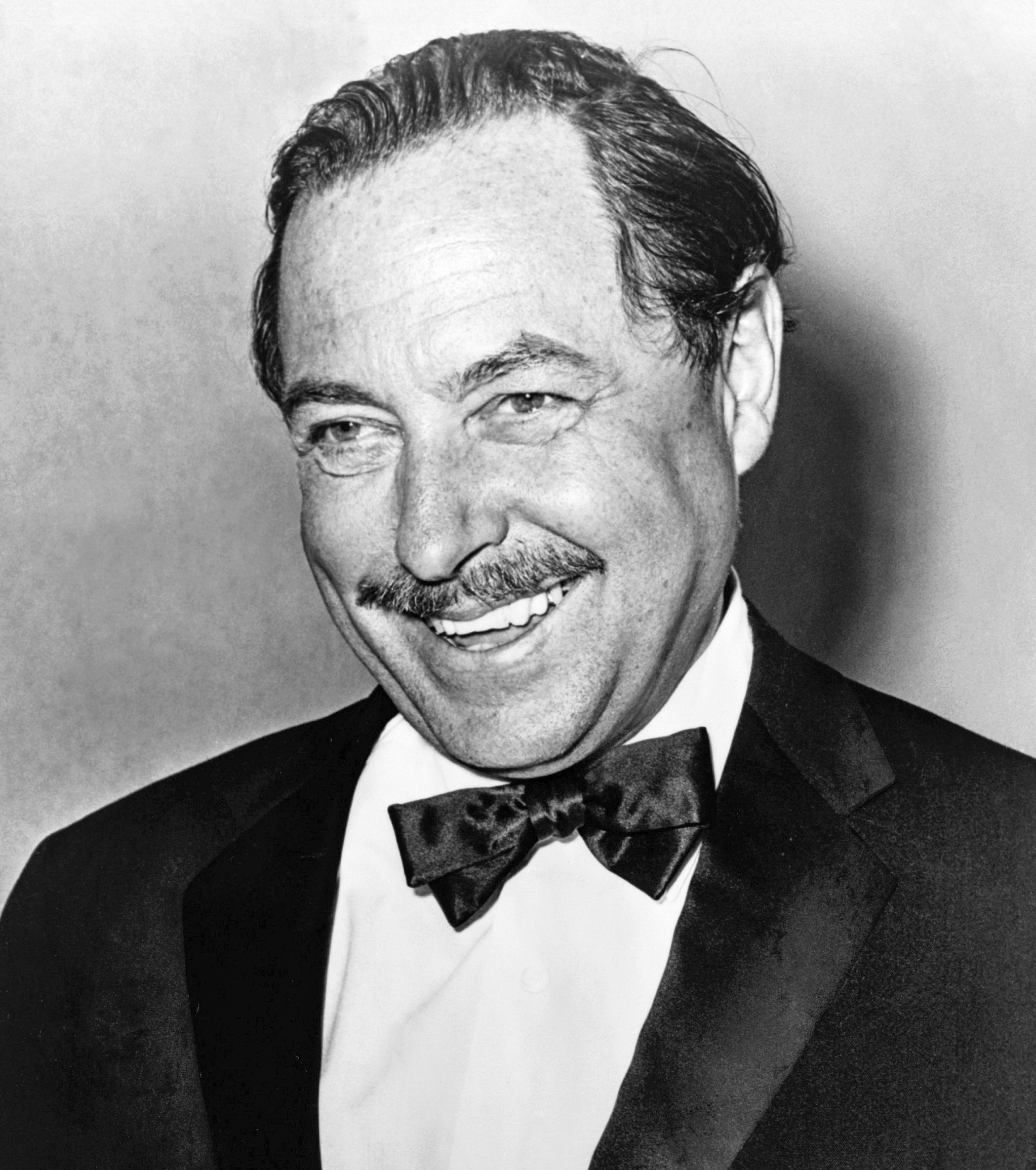
Tennessee Williams († 25. února)

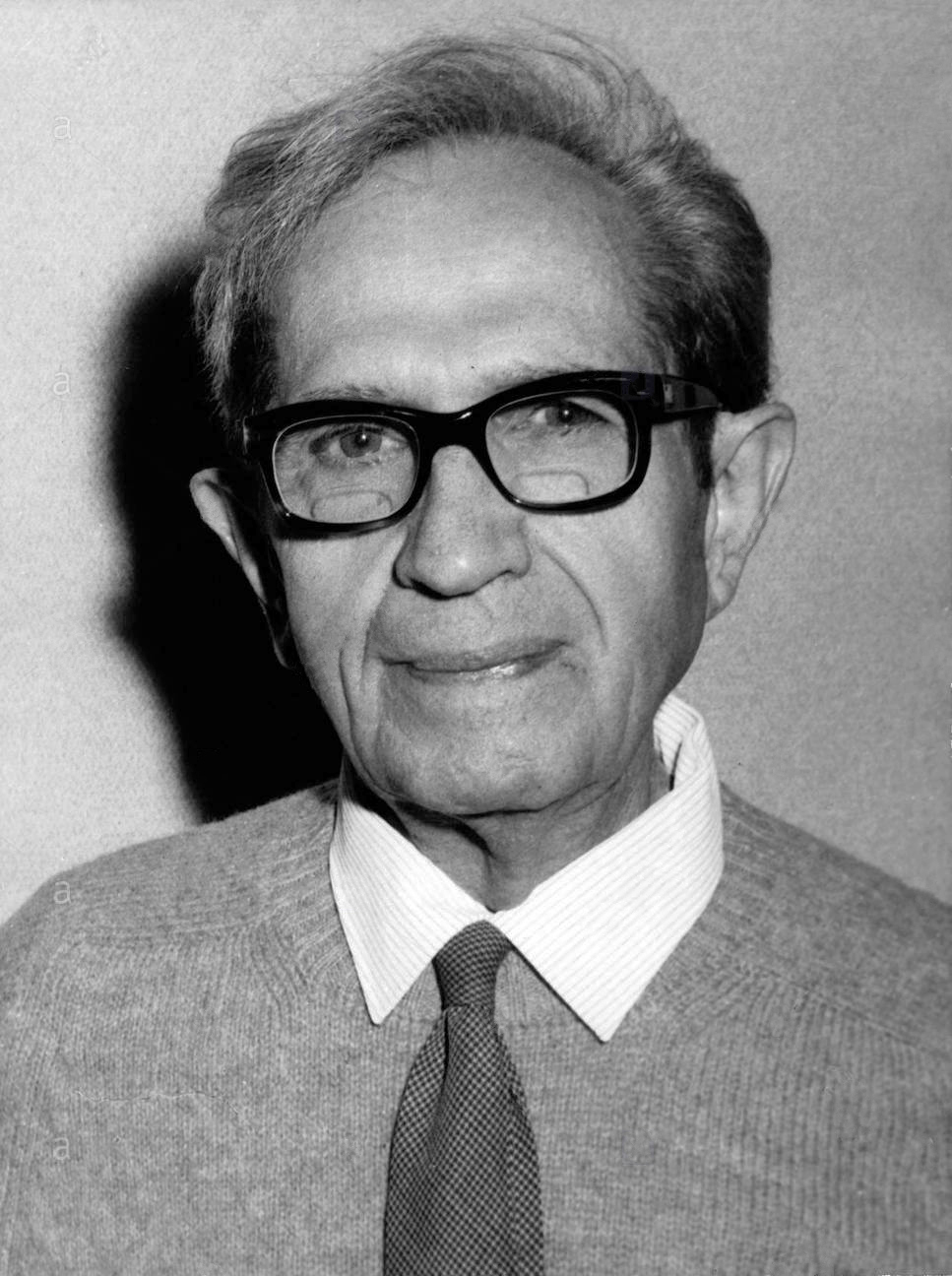
Albert Claude († 22. května)

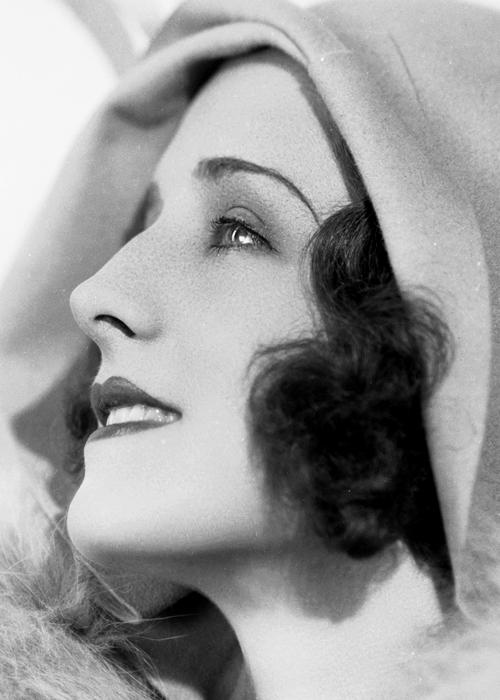
Norma Shearer († 12. června)

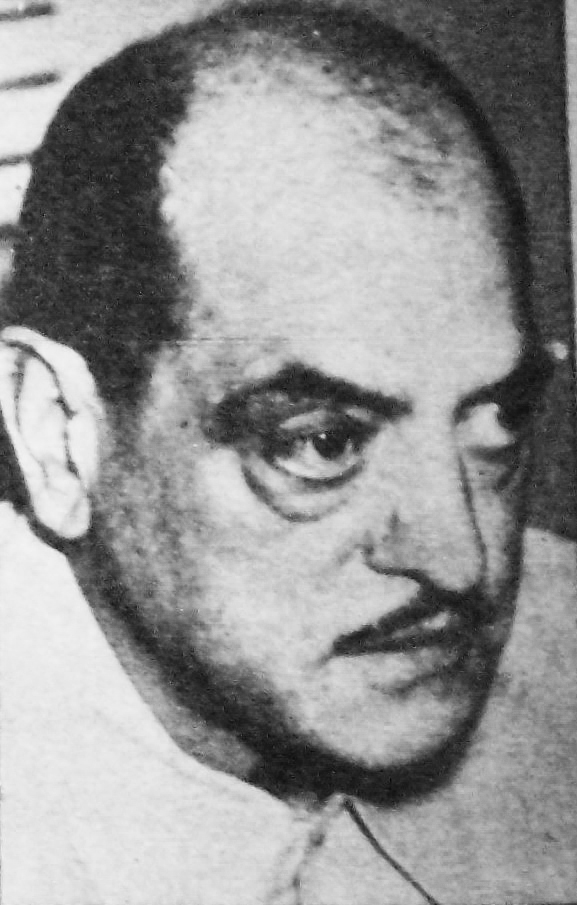
Luis Buñuel († 29. července)

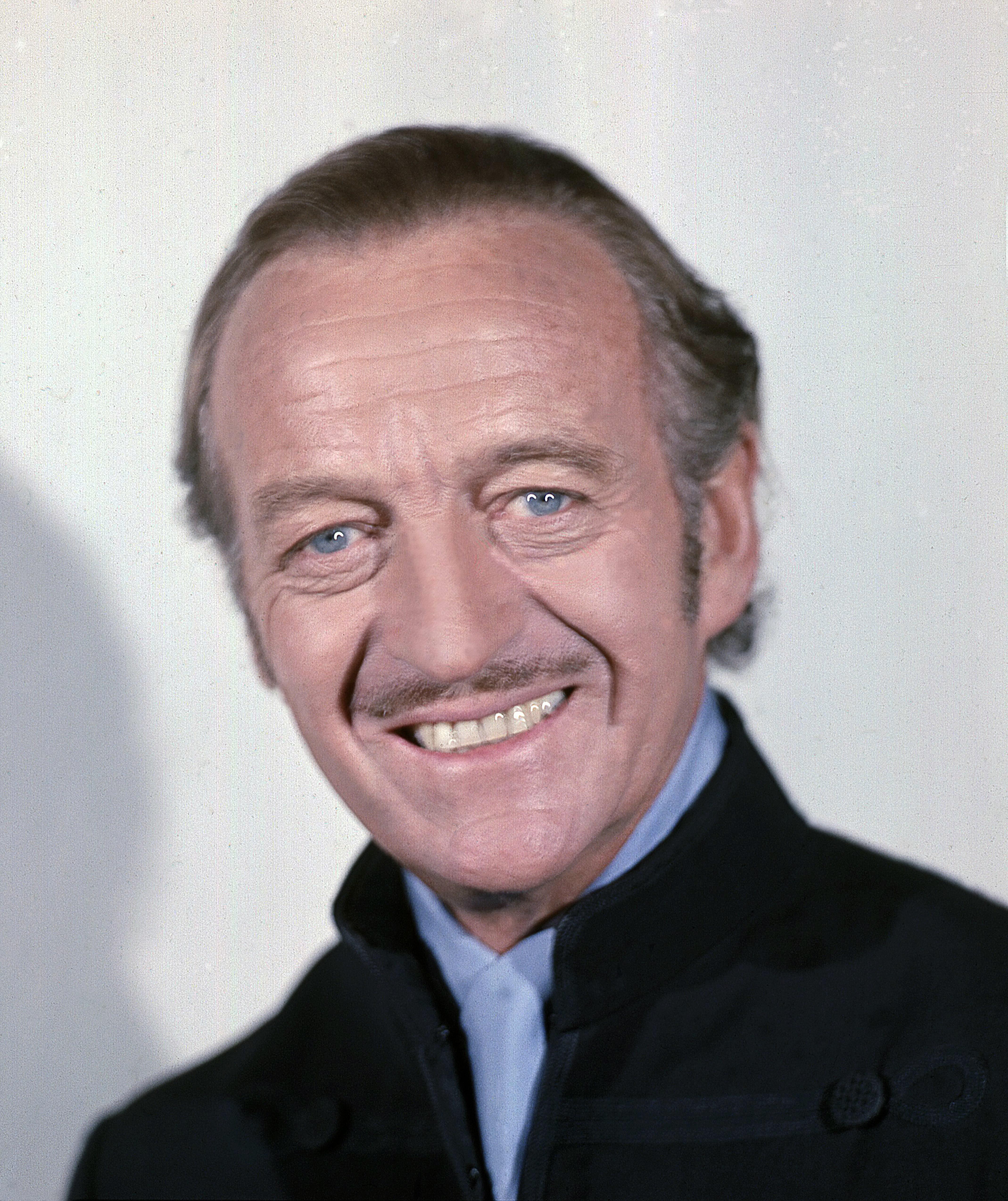
David Niven († 29. července)

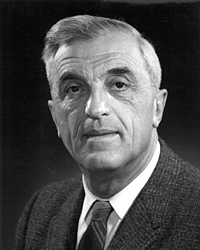
Felix Bloch († 10. září)

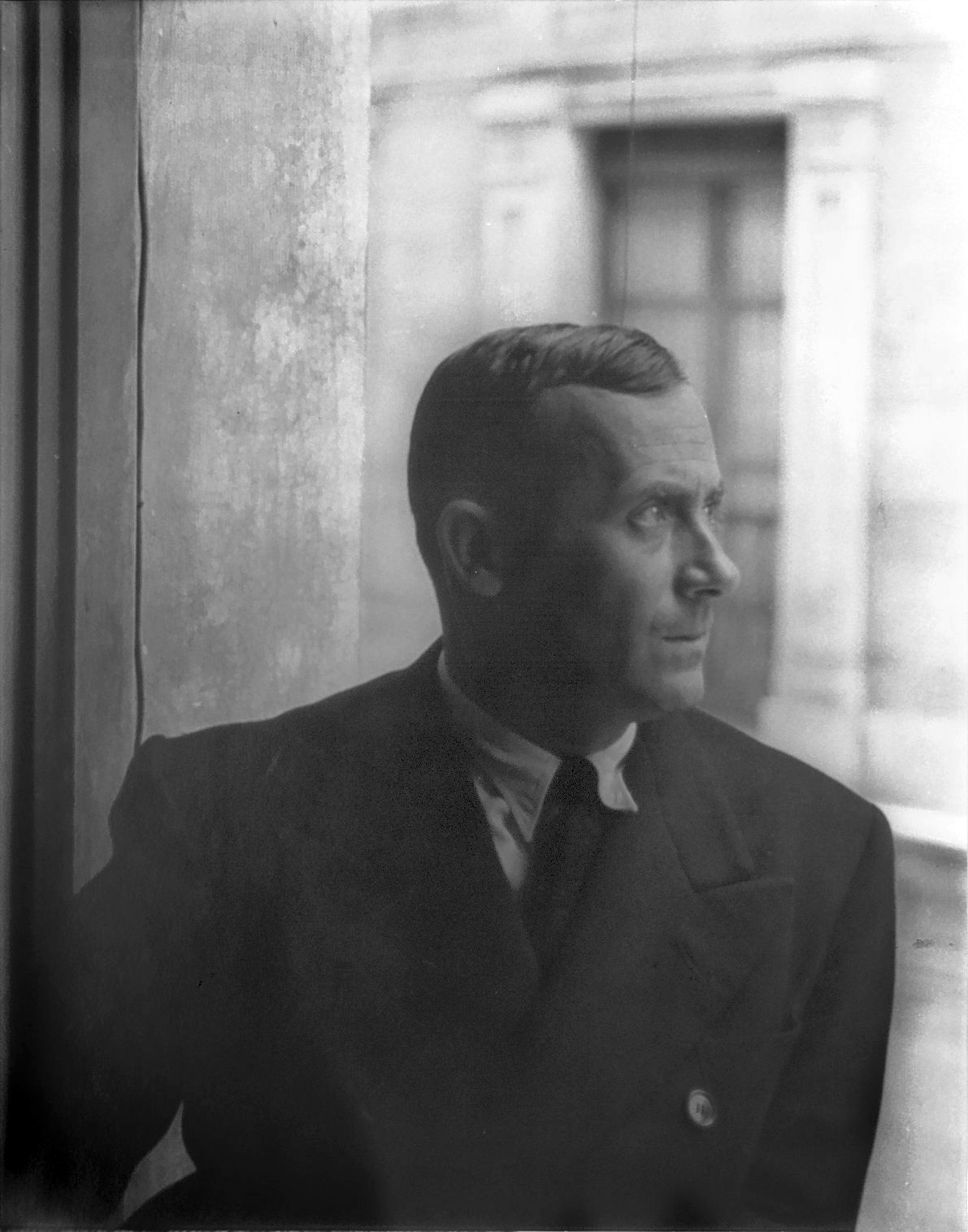
Joan Miró († 25. prosince)

- 13. ledna – Barry Galbraith, americký jazzový kytarista (* 18. prosince 1919)
- 15. ledna – Meyer Lansky, americký gangster (* 4. července 1902)
- 16. ledna – Vladimir Bakarić, Národní hrdina Jugoslávie (* 8. března 1912)
- 20. ledna – Garrincha, brazilský fotbalista (* 23. října 1933)
- 24. ledna
  - Juan Carlos Zabala, argentinský olympijský vítěz v maratonu v roce 1932 (* 11. října 1911)
  - George Cukor, americký filmový režisér (* 7. července 1889)
- 27. ledna
  - Georges Bidault, francouzský premiér (* 5. října 1899)
  - Louis de Funès, francouzský herec a komik (* 31. července 1914)
- 28. ledna – Frank Forde, australský premiér (* 18. června 1890)
- 30. ledna
  - Fritz Machlup, rakouský ekonom (* 15. prosince 1902)
  - Štefan Králik, slovenský dramatik (* 8. dubna 1909)
- 04. února – Karen Carpenter, americká zpěvačka (* 2. března 1950)
- 05. února – Jicchak Olšan, izraelský právník a předseda izraelského Nejvyššího soudu (* 19. února 1895)
- 12. února – Iko Uwais, indonéský herec
- 13. února – Pavol Poljak, slovenský fotograf a publicista (* 16. prosince 1911)
- 14. února – Lina Radkeová, německá olympijská vítězka v běhu na 800 metrů z roku 1928 (* 18. října 1903)
- 19. února – Marcello Mascherini, italský sochař a scénograf (* 14. září 1906)
- 25. února – Tennessee Williams, americký dramatik (* 26. března 1911)
- 01. března – Arthur Koestler, britský spisovatel, filozof a novinář (* 5. září 1905)
- 03. března – Hergé, belgický kreslíř (* 22. května 1907)
- 08. března
  - Odd Lundberg, norský rychlobruslař (* 3. října 1917)
  - William Walton, anglický hudební skladatel (* 29. března 1902)
- 09. března – Ulf von Euler, švédský fyziolog a farmakolog (* 7. února 1905)
- 16. března – Ernie Royal, americký jazzový trumpetista (* 6. února 1921)
- 17. března – Haldan Keffer Hartline, americký fyziolog, nositel Nobelovy ceny (* 22. prosince 1903)
- 18. března – Umberto II., italský král (* 15. září 1904)
- 20. března – Ivan Matvejevič Vinogradov, ruský matematik (* 14. září 1891)
- 29. března – Ada Blackjack, inuitka, která dva roky žila jako trosečnice na neobydleném Wrangelově ostrově (* 10. května 1898)
- 30. března – Lisette Modelová, americká fotografka (* 10. listopadu 1901)
- 02. dubna – Čang Ta-čchien, čínský malíř a padělatel obrazů (* 10. května 1899)
- 04. dubna – Juraj Bartoš, slovenský tenista (* 11. prosince 1916)
- 07. dubna – Larysa Henijuš, běloruská básnířka (* 9. srpna 1910)
- 11. dubna – Avraham Jofe, izraelský generál a politik (* 25. října 1913)
- 13. dubna – Mercè Rodoreda, katalánská spisovatelka (* 10. října 1908)
- 14. dubna – Ernst Schwarz, německý germanista (* 19. června 1895)
- 15. dubna
  - Corrie ten Boom, holandská spisovatelka, titul Spravedlivý mezi národy (* 15. dubna 1892)
  - Gyula Illyés, maďarský básník, prozaik, dramatik, překladatel a redaktor (* 2. listopadu 1902)
- 17. dubna – Felix Pappalardi, americký producent, skladatel, zpěvák a baskytarista (* 30. prosince 1939)
- 19. dubna – Jerzy Andrzejewski, polský spisovatel (* 19. srpna 1909)
- 23. dubna
  - Paľo Bielik, slovenský herec a filmový režisér (* 11. prosince 1910)
  - Marguerite Broquedisová, francouzská tenistka, olympijská vítězka (* 17. dubna 1893)
  - Michail Alexandrovič Karcev, sovětský konstruktér počítačové techniky (* 10. května 1923)
- 30. dubna
  - George Balanchine, gruzínský choreograf (* 22. ledna 1904)
  - Muddy Waters, americký bluesový muzikant (* 4. dubna 1915)
- 06. května – Kai Winding, americký jazzový pozounista a skladatel (* 18. května 1922)
- 08. května – John Fante, americký prozaik a scenárista (* 8. dubna 1909)
- 14. května
  - Fjodor Alexandrovič Abramov, ruský spisovatel a literární vědec (* 29. února 1920)
  - Leonard Read, americký ekonom (* 26. září 1898)
- 17. května – Alexander Smakula, ukrajinský fyzik (* 9. září 1900)
- 22. května
  - Albert Claude, belgický biolog, nositel Nobelovy ceny (* 24. srpna 1899)
  - Marie Augusta Anhaltská, dcera vévody Eduarda Anhaltského (* 10. června 1898)
- 25. května – Idris I., král Libye (* 12. března 1889)
- 31. května – Jack Dempsey, americký boxer (* 24. června 1895)
- 01. června – Anna Seghersová, německá spisovatelka (* 19. listopadu 1900)
- 08. června
  - John Lintner, americký ekonom (* 9. února 1916)
  - Miško Kranjec, slovinský spisovatel, novinář a politik (* 15. září 1908)
- 12. června – Norma Shearerová, americká herečka (* 10. srpna 1902)
- 13. června – Vadim Delone, ruský básník a disident (* 22. září 1947)
- 17. června – Miron Białoszewski, polský básník (* 30. června 1922)
- 19. června – Simcha Erlich, ministr financí Izraele (* 15. prosince 1915)
- 23. června – Osvaldo Dorticós Torrado, prezident Kuby (* 17. dubna 1919)
- 24. června – Hans Neuburg, švýcarský grafik českého původu (* 20. března 1904)
- 25. června – Alberto Ginastera, argentinský hudební skladatel (* 11. dubna 1916)
- 01. července – Buckminster Fuller, americký architekt, matematik, chemik a spisovatel (* 12. července 1895)
- 02. července – László Budai, maďarský fotbalista a fotbalový trenér (* 19. července 1928)
- 05. července – Franc Leskošek, slovinský partyzán, národní hrdina (* 9. prosince 1897)
- 07. července – Herman Kahn, americký futurolog (* 15. února 1922)
- 10. července – Werner Egk, německý skladatel, dirigent a pedagog (* 17. května 1900)
- 11. července – Ross Macdonald, americký spisovatel (* 13. prosince 1915)
- 12. července – Chris Wood, britský hudebník (* 24. června 1944)
- 14. července – Bruno Restel, provinciál České provincie Tovaryšstva Ježíšova (* 4. října 1900)
- 18. července – Salo Flohr, československý a sovětský mezinárodní šachový velmistr (* 21. listopadu 1908)
- 23. července – Nadžíb Albina, vedoucí fotograf Palestinského archeologického muzea (* 2. ledna 1901)
- 29. července
  - Burrill Bernard Crohn, americký lékař (* 13. června 1884)
  - Luis Buñuel, španělský filmový režisér (* 22. února 1900)
  - David Niven, britský herec a voják (* 1. března 1910)
- 01. srpna – Ivan Luťanský, český herec (* 19. dubna 1953)
- 02. srpna – James Jamerson, americký baskytarista (* 29. ledna 1936)
- 05. srpna – Joan Robinsonová, anglická ekonomka (* 31. října 1903)
- 06. srpna – Klaus Nomi, německý herec, zpěvák, kabaretiér (* 24. ledna 1944)
- 12. srpna – Wavell Wakefield, anglický ragbista (* 10. března 1898)
- 14. srpna – Alfred Rust, německý archeolog (* 4. července 1900)
- 17. srpna – Ira Gershwin, americký textař (* 6. prosince 1896)
- 19. srpna – Miha Marinko, slovinský partyzán, národní hrdina, předseda vlády (* 8. září 1900)
- 20. srpna – Aleksandar Ranković, jugoslávský politik (* 28. listopadu 1909)
- 21. srpna – Benigno Aquino, filipínský politik, vůdce opozice proti diktátorovi Ferdinandovi Marcosovi (* 27. listopadu 1932)
- 24. srpna – Jerzy Edigey, polský právník a spisovatel (* 12. srpna 1912)
- 26. srpna – Bjørn Rongen, norský spisovatel (* 24. července 1906)
- 01. září – Henry M. Jackson, americký kongresman a senátor (* 31. května 1912)
- 02. září – Charlotte Rudolph, německá fotografka (* 11. června 1896)
- 03. září – Piero Sraffa, italský ekonom (* 5. srpna 1898)
- 07. září – Boris Hagelin, švédský vynálezce šifrovacích strojů (* 2. července 1892)
- 08. září – Ibrahim Abboud, súdánský prezident (* 26. října 1900)
- 10. září – Felix Bloch, švýcarský fyzik, nositel Nobelovy ceny (* 23. října 1905)
- 12. září – Sabin Carr, americký olympijský vítěz ve skoku o tyči 1928 (* 4. září 1904)
- 17. září – Rosa Rakousko-Toskánská, členka toskánské větve Habsbursko-lotrinské dynastie (* 22. září 1906)
- 18. září – Friedrich Heer, rakouský kulturní historik (* 10. dubna 1916)
- 23. září – Szolem Mandelbrojt, francouzský matematik (* 10. ledna 1899)
- 25. září – Leopold III. Belgický, král belgický (* 3. listopadu 1901)
- 26. září – Tino Rossi, francouzský zpěvák a herec (* 29. dubna 1907)
- 01. října – Johan Richthoff, švédský zápasník, olympionik (* 30. dubna 1898)
- 07. října – George Ogden Abell, americký astronom (* 1. března 1927)
- 16. října – Ernst Kyburz, švýcarský zápasník, olympionik (* 14. srpna 1898)
- 17. října – Raymond Aron, francouzský filosof, sociolog a politolog (* 14. března 1905)
- 19. října – Maurice Bishop, grenadský politik a revolucionář (* 29. května 1944)
- 21. října – George Caddy, australský tanečník a fotograf (* 18. února 1914)
- 26. října – Alfred Tarski, polský matematik (* 14. ledna 1901)
- 07. listopadu – Germaine Tailleferre, francouzská skladatelka (* 19. dubna 1892)
- 10. listopadu
  - Dominique Gaumont, francouzský jazzový kytarista (* 8. ledna 1953)
  - Masaru Kacumi, japonský kritik a teoretik designu (* 18. července 1909)
- 13. listopadu – Šizó Kanaguri, japonský maratonský běžec (* 20. srpna 1891)
- 20. listopadu – Kristmann Guðmundsson – islandský spisovatel (* 23. října 1901)
- 25. listopadu – Vladimir Natanovič Gelfand, ukrajinský spisovatel (* 1. března 1923)
- 27. listopadu – Semjon Děnisovič Ignaťjev, sovětský ministr státní bezpečnosti (* 14. září 1904)
- 28. listopadu – Ojārs Vācietis, lotyšský básník a novinář (* 13. listopadu 1933)
- 29. listopadu – Aage Remfeldt, dánský fotograf a olympionik (* 4. září 1889)
- 13. prosince
  - Wincenty Urban, polský biskup, profesor dějin církve, patrologie a dějin umění (* 13. února 1911)
  - Mary Renaultová, britská spisovatelka (* 4. září 1905)
- 18. prosince – Victor Turner, britský antropolog (* 28. května 1920)
- 20. prosince – Bill Brandt, britský novinářský fotograf (* 3. dubna 1904)
- 21. prosince – Paul de Man, americký literární teoretik (* 6. prosince 1919)
- 25. prosince – Joan Miró, španělský malíř (* 20. dubna 1893)
- 28. prosince – Dennis Wilson, americký rockový hudebník (* 4. prosince 1944)

## Hlava státu
Evropa:
- Československo – prezident Gustáv Husák
- Vatikán – papež Jan Pavel II.
- Sovětský svaz – předseda prezidia Nejvyššího sovětu a generální tajemník KSSS Jurij Andropov
- Francie – prezident François Mitterrand
- Velká Británie
  - královna Alžběta II.
  - (fakticky) předsedkyně vlády Margaret Thatcher
- Spolková republika Německo
  - prezident Karl Carstens
  - (fakticky) kancléř Helmut Kohl
- Dánsko – královna Markéta II.
- Španělsko – král Juan Carlos I.
- Nizozemsko – Beatrix

Ostatní:
- Čína
  - předseda stálého výboru Všečínského shromáždění lidových zástupců Jie Ťin-jing
  - předseda ČLR Li Sien-nien
- USA – prezident Ronald Reagan
- Kuba – předseda státní rady Fidel Castro

## Sport
- Mistrovství světa v hokeji v NSR (Düsseldorf, Dortmund, Mnichov)
- 1. SSSR
- 2. ČSSR
- 3. Kanada

### Digitální archivy k roku 1983
- Dokumentární cyklus České televize Retro – rok 1983
- Pořad stanice Český rozhlas 6 Rok po roce – rok 1983
- Rudé právo v archivu Ústavu pro českou literaturu – ročník 63 rok 1983